# Samson (reus)

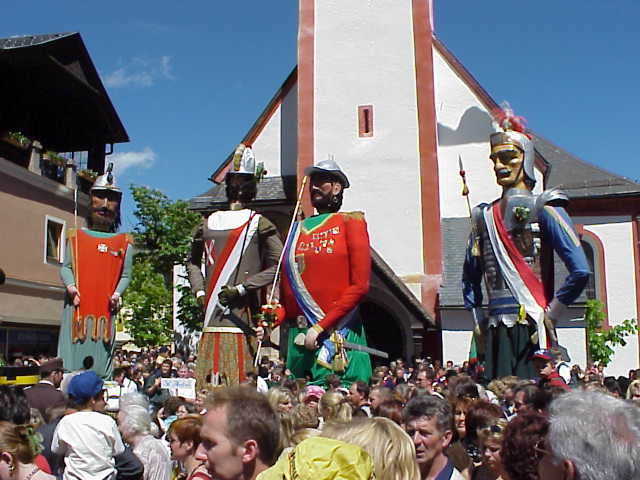
Samsontreffen in Mauterndorf in Lungau (Oostenrijk)

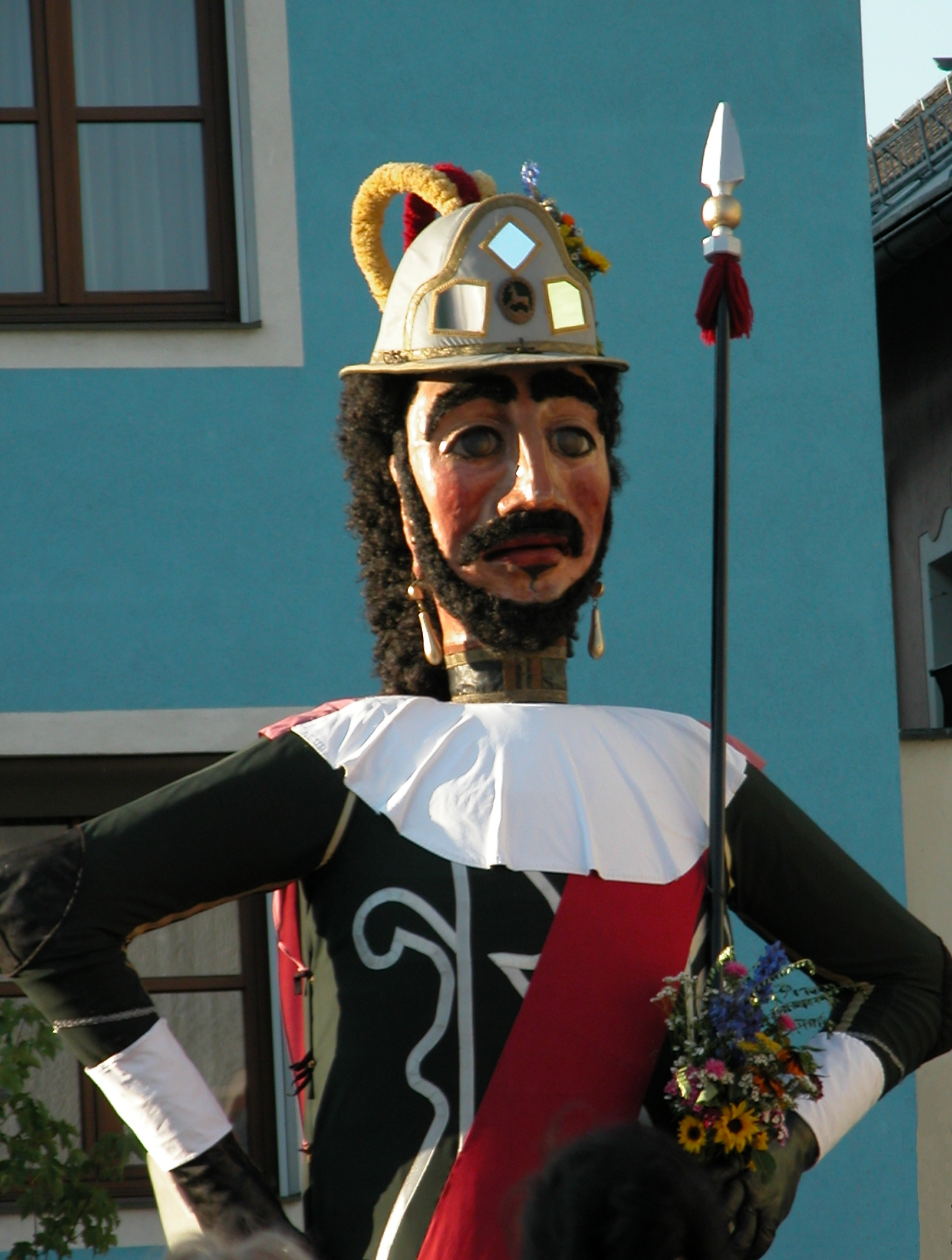
De Tamswegse Samson

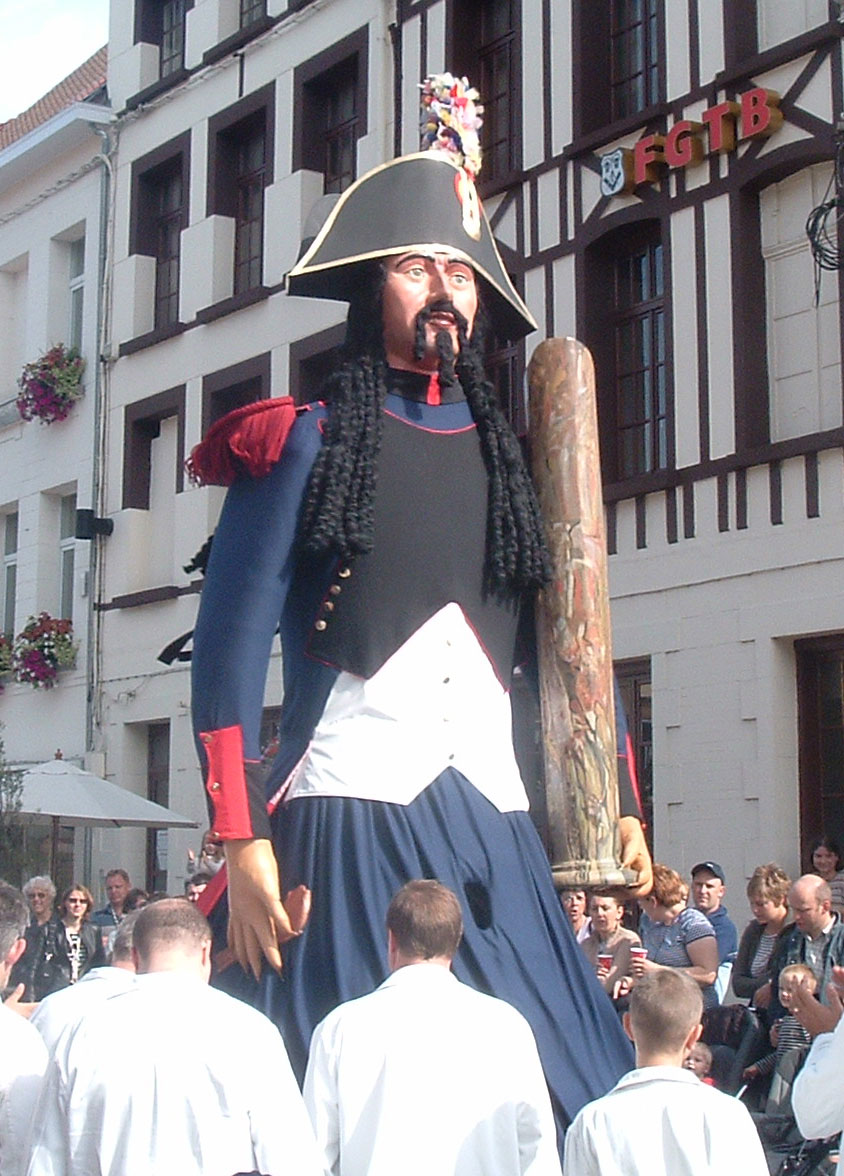
De Samson van Aat (België)

Reuzen die de Bijbelse figuur Samson (ookwel Simson) voorstellen zijn vooral populair in Oostenrijk. In Lungau en in het aangrenzende Stiermarken (een geïsoleerd cultuurlandschap aan het drielandenpunt tussen Salzburg, Stiermarken en Karinthië) zijn 13 van deze Samsonfiguren, zoals ze lokaal genoemd worden, gekend. Ze worden in hun ommegangen door muziekkapellen en op een aantal plaatsen door twee hulpfiguren (de constellatie van een paar is typisch in de carnavalsstoeten van de 16e en 17e eeuw) in de vorm van elk een mannelijke en vrouwelijke dwerg, door soldaten en door volksdansgroepen begeleid.
Buiten Oostenrijk is er anno 2024 nog één reus gekend die Samson voorstelt, namelijk de Samson van Aat die in de jaarlijkse Ducasse van Aat meeloopt.
Het Samsondragen in de Lungau en het district Murau werd in 2010 in de lijst Immaterieel (cultureel) erfgoed Oostenrijk (nationale UNESCO-lijst) opgenomen.

## Samson als folkloristische reus

### Ontstaan en verspreiding
In den religiösen und weltlichen Umzugsspielen verschiedener Europäischer Landschaften, die alle eine gegenreformatorische Geschichte im Zusammenhang mit den bedeutenden Restaurationsorden der Jesuiten und Dominikaner und den ihnen nachgereihten Minderorden aufweisen, treten überlebensgroße, menschengestaltige Maskenfiguren auf, die nach ihrer Gestalt und Funktion allgemein Umgangsriesen, speziell Prozessions- oder Umzugsriesen genannt werden. Vom rein morphologischen Gesichtspunkt sind sie als überdimensionierte Plastiken anzusprechen, die in Umgängen zur Schau dargeboten werden. … Werden die Umgangsriesen hingegen von ihrer Funktion gesehen, so sind sie als Spielmasken zu werten. Sie sind ein darstellerisches Mittel zur Vergegenwärtigung einer erzählerischen und letztlich glaubensmäßigen Gestalt. 
In de religieuze en wereldlijke optochtspelen van verscheidene Europese landen, die allen een Contrareformatische geschiedenis in samenhang met de aanzienlijke restauratieoorden van de Jezuïten en Dominicanen en de aangehechte Minderorden aantonen, treden meer dan levensgrote, op mensen gelijkende maskerfiguren op, die volgens hun gedaante en functie algemeen ommegangsreuzen, speciaal processie- of ommegangreuzen genoemd worden. Uit zuiver morfologisch gezichtspunt zijn ze als overgedimensioneerde plastieken te beschouwen, die in ommegangen ten aanschouwen vertoond worden. ... Werden de ommegangsreuzen daarentegen vanuit hun functie gezien, dan zijn ze als spelmaskers te beoordelen. Ze zijn een voorgesteld middel tot vertegenwoordiging van een vertellende en uiteindelijk geloofsmatige gestalte.
De vroegste verwijzing van ommegangsreuzen bevindt zich in steenkrassen uit het bronstijdperk in Zuid- en Midden-Zweden. Drie antieke schrijvers beschrijven reuzenfiguren uit vlechtwerkonderstellen in Gallië. In de tijdspanne van de late middeleeuwen tot ongeveer de napoleontische tijd laten ommegangsreuzen zich verwijzen naar Holland, België, Zuid-Engeland, in verscheidene streken van Frankrijk en Spanje, in Zuid-Duitsland, Oostenrijk, Calabrië, Sicilië, Mexico en Brazilië.
Op heden concentreren ommegangsreuzen zich in het gebied van Frans-Vlaanderen in Noord-Frankrijk over België tot de Zuid-Nederland, Catalonië, Valencia, Sicilië en de Oostenrijkse Lungau. Gebieden die, zoals werken van onder andere Karl Amon aantonen, samenhangende contrareformatische processielandschappen zijn, onder duidelijke invloed van de Habsburgers. Sommige tradities kennen een vast canon van reuzen, dikwijls tezamen met traditierijke en historische figuren. Bij anderen zijn de figuren aan een gestadige verandering onderworpen. Bij eerstgenoemde zijn reuzen uit het Oudtestament een veel voorkomend motief. Bij de meest vooraanstaande wordt daarbij de reus Goliat afgebeeld.
Samsonfiguren, die bij straatoptochten als reuzen in actie komen, komen voor in tien gemeenten in Lungau (identiek met het district Tamsweg in Salzburg) – in Tamsweg, Mariapfarr, St. Michael, Muhr, Unternberg, Wölting (een deelgemeente van Unternberg), Ramingstein, St. Andrä, St. Margarethen, Mauterndorf –, in twee gemeenten in het aangrenzende Stiermarken – in Murau en Krakaudorf –, alsook in Aat in België.
Ondanks de grote geografische afstand tussen de Samsonfiguren zijn deze door hun ontstaansgeschiedenis met elkaar vergelijkbaar. Beide zijn tot in de 17e eeuw door schriftelijke documenten bewezen. Voor enkele Oostenrijkse Samsonfiguren is aantoonbaar, dat ze vroeger deel uitmaakten van veel grote processies met andere figuren uit het Oud Testament, zoals ze op heden nog deel uitmaken van Ducasse-Festivals in België. Zowel de Oostenrijkse figuren alsook de Belgische Samson waren in ommegangen van de Verlichting en de Franse Revolutie verboden, waarbij de verboden bij de Oostenrijkse Samsonfiguren duidelijk langer aanhielden.
De reuzenfiguren in Lungau en de Boergondische Nederlanden, tot dewelke Aat behoort, hebben gemeenschappelijk dat ze slechts in kermissen optreden (ducasse – respectievelijk patroonsfeesten), die in de maanden juni tot augustus vallen, wat een verder bewijs is van hun afkomst uit de grote katholieke processies. Nog een verdere parallel bestaat in het David-en-Goliathspel, dat zich met onderbrekingen ook in Lungau als gebruik behouden heeft en een typisch Fronleichnamsspiel (spel op Sacramentsdag) was. In tegenstelling tot Aat wordt het echter niet door reuzenfiguren, maar door mensen uitgevoerd.

### Gestalte van de figuren

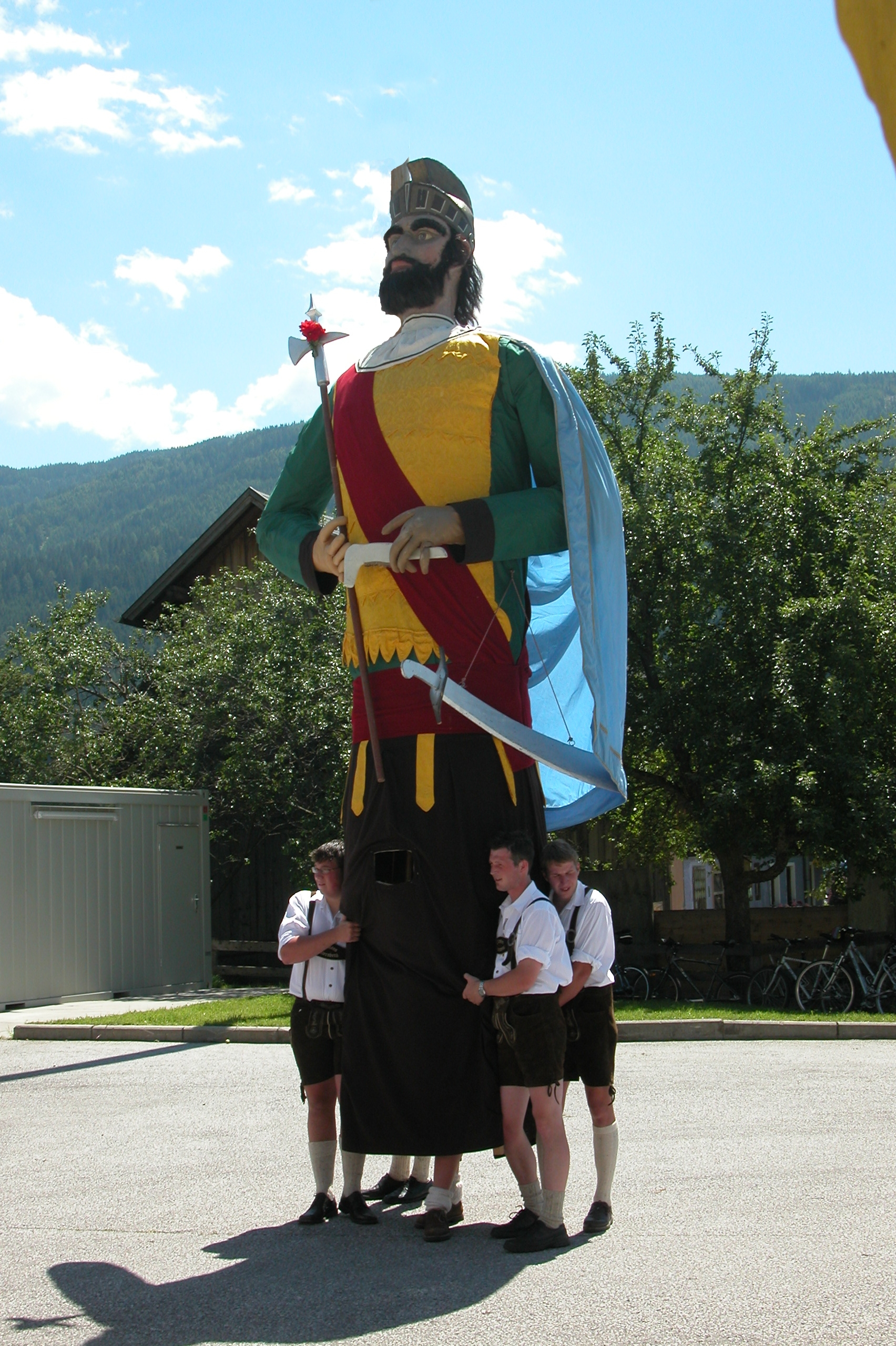
De Unternbergse Samsonfiguur

Een Samsonfiguur heeft een gewicht van 80 kilogram en wordt door een man gedragen. Deze wordt door assistenten bijgestaan. In Oostenrijk zijn vier zogenaamde Aufhabe (van aufladen) gebruikelijk, die tussentijds de Samson steun geven en in kritische situaties ter hulp snellen. In Stiermarken worden ze Haberer genoemd.
De verscheidene Samsonfiguren onderscheiden zich vooral door hun grootte en de kleur van de kledij. De bestaande figuren zijn tussen 4,30 en 6,80 meter hoog. Bijna alle dragen ze een tunica, een brede sjerp over de schouder en heup en op de kop een krijgershelm. Ze zijn bewapend met een lans en een kromsabel. Enkel en alleen in Aat en Murau dragen de figuren, daarvan afwijkend, een uniform uit de tijd van de Franse Revolutie. Op andere plaatsen worden ze door muziek- en soldatengroepen in Franse uniformen begeleid, een volkse spot op de vijand, uit de tijd van de Franse oorlogen. Ze houden een ezelskaak in de hand (uitgezonderd in Mariapfarr). Met de ezelskaak versloeg de Bijbelse Samson de vijandige Philister. De Samson uit Aat draagt als verdere attribuut een zuil, aangezien hij, daaraan vastgeketend, de zuil samen met de tempel neerhaalde en daarmee de Philister onder het puin van de tempel begroef. De koppen van de Samsonfiguren zijn ofwel uit hout gesneden, bestaan uit papier-maché met een houten onderstel ofwel uit polyestergietwerk (Mauterndorf).
Enkele Samsonfiguren worden aan hun zijde door twee dwergen (ongeveer bovenmanshoge draagfiguren met reuzenkoppen) begeleid. In de eerste historische afbeelding, die uit het jaar 1803 stamt, zijn het twee vrouwelijke dwergen. Op heden zijn het steeds elk een mannelijke en een vrouwelijke dwerg, die wellicht de zon en de maan symboliseren. Ze laten de reus Samson er nog indrukwekkender uitzien.
In het volgende worden de gemeenschappelijke kenmerken van de Samsonfiguren in geschiedenis en hedendaags gebruik in de Centrale Alpen nader beschreven. De geschiedenis van de Samsonfiguur van Aat is onafscheidbaar met de geschiedenis van de Ducasse van Aat verbonden.

## De Samsonfiguren van de Centrale Alpen van Oostenrijk

### Geschiedenis van de Samsonfiguren

#### Ontstaan

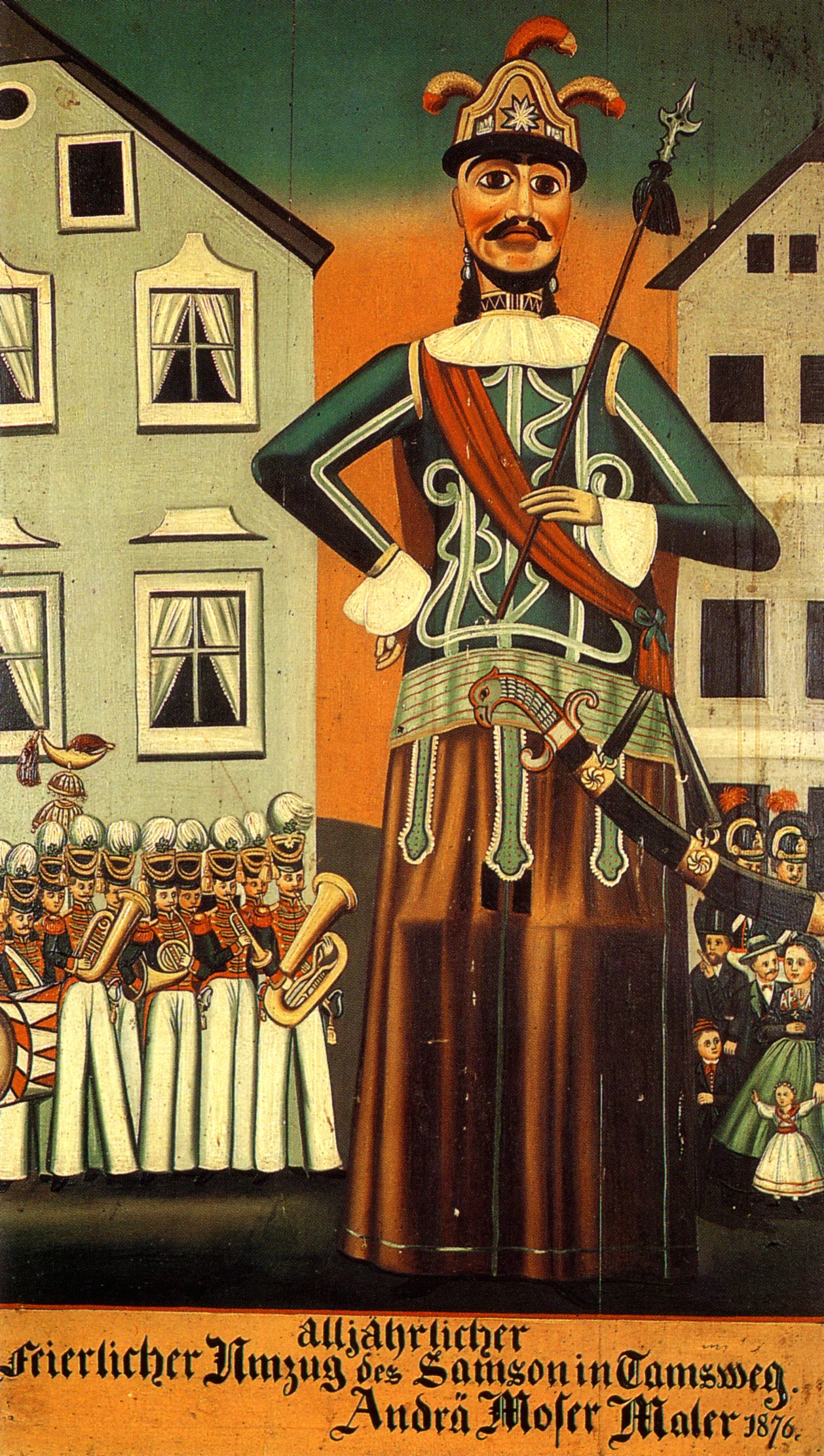
Samsonschilderij van de schilder Andrä Moser uit het jaar 1876. Afbeelding van de Tamswegse Samson.

De reuzenfiguren van Lungau zijn vanaf de eerste helft van de 18e eeuw door bronnen bevestigd. De Samsonfiguur was naast andere Bijbelse figuren een deel van een barokke processie op  Fronleichnamstag (Sacramentsdag) respectievelijk Prangtag (Patrociniumfeestdag). Deze processies zijn voor Tamsweg bevestigd voor de periode van 1690 tot 1720. In 1720 wordt in het sterfregister de dood van een Goliatdrager geregistreerd. Ook de processies voor St Michael en Murau worden bevestigd. Vergelijkbare processies met reuzenfiguren zijn in Sicilië – respectievelijk de reuzen Cronos en Mitia in Mistretta – bewaard gebleven.
Er werd vermoed, dat het Samsongebruik een verre oudere oorsprong kon hebben. Zo heette het in het kader der verboden van 1802, dat de traditie van de Samsonfiguren zou zeer oud zijn. Verscheidene natuurmythologische en nationale theorieën zochten de oorsprong van de Samsonfiguur in de Germaanse en ook de Slavische vooraanstaande Kornvater-Legenden. Dergelijke meningen van opzoekingen van volkse mythen en sagen vinden op heden gedeeltelijk nog populaire en ook populistische welwillendheid. Het is alleszins niet bewezen, of in de vroege voorstadia van de volkskunde, de natuurmythologen in het midden van de 19e eeuw deze legenden eerst verzonnen hebben, of er daarvoor werkelijke gedachten bij de bevolking waren. Zo ook

In het woordenboek van de Duitse Volkskunde in de uitgave van 1974, die verder bouwt op de uitgave van 1940, zijn de begrippen Samson en Kornvater niet meer opgenomen.
Een andere verklaring voor het opduiken van de Samsonfiguren wordt geleverd door een sage, volgens dewelke Lungauers, en in het bijzonder de inwoners van de dorp Wölrinf (op heden Wölting), het Samsonprivilege op grond van bijzondere dapperheid bij een succesvolle veldslag tegen de hertogin Margarete von Tirol (1318–1369) verliezen zou. Een gelijkaardige sage is er ook voor Muhr. Dergelijke sagen leiden zowaar weg van de werkelijke geschiedenis, maar tonen evenwel aan, hoe belangrijk dit gebruik en zijn vooraanstaande gedaante voor de bevolking waren. Hetzelfde kon men ook als motivering aanzien voor het op heden lang voortduren als onwetenschappelijk bewezen van vroegere politieke gedachten: de behoefte, een geliefd gebruik door een oeroude, zich niet meer voorstelbare geschiedenis nog belangrijker te maken.

#### Barokke praalprocessies van de Contrareformatie
De eerste bronnen over het Samsongebruik staan in verband met het in de Contrareformatie in 1643 gestichte Kapucijnenklooster in Tamsweg en in Murau. Hun hoofdopdracht was, de tijdens de Refomatietijd tot groot deel evangelisch geworden bevolking van het boven-Murtal weer tot het katholieke geloof terug te brengen. Voor dit doel dienden luisterrijke processies, in het bijzonder op Witte Donderdag, op Goede Vrijdag, op Sacramentsdag en op Broederschapsmaandag (een octaaf na Sacramentsdag).
Op deze laatste werden op een door ossen bespande wagen, zes gemonteerde bewegende miniatuurtheaters met scènes uit het Oude Testament, meegevoerd. Op de zevende plaats van de processievolgorde kwam de Samson. De Samson was 12 Schuah [Schuhe] hoch (ca. 360 - 380 cm) en werd door een drager gedragen, die door een gids ondersteund werd. Onder het gevolg van de Samsonfiguur bevonden zich – vergelijkbaar met heden – de schutters met vaandel, vaandrig, trommelslagers, fluiters en korporaal. Naast de Samson werden nog andere oudtestamentische figuren meegevoerd: David en Goliat, Mozes en Aäron, Abraham en Isaac, Judith en nog vele andere. Onder deze figurengroepen behoren Mozes en Aäron, die het Gouden Kalf vernietigden, Judith, die de Holofernes in de slaap vermoordde, David die Goliath overwint, en Samson, die duizend Filistijnen doodsloeg, tot de typische uitbeeldingen van de sacramentsprocessie, daar ze een overwinning op de ongelovigen voorstellen en voorlopers van de legenden van de zegerijke Christus zijn. Daartoe behoort altijd ook Abraham, die als voorbeeld van de ware religieuze houding bereid is, zelfs zijn zoon te offeren – een offer dat God niet aanneemt.
Waarom de Samson als wezenlijke processiefiguur in de contrareformatorische sacramentsdagprocessies opgenomen wordt, ligt klaar voor de hand, want hij geldt als een van de voorlopers, van de Praecursoren, van Christus in het Oude Testament. Volgens de begrip van de sacramentsprocessie van de 16e tot de vroege 19e eeuw als strijd en demonstratie tegen de ketters was de Samson een ideale figuur van religieuze didactiek.
Ook hij is ook op bijzondere wijze geboren (zoals Johannes dat noemt, door een oude moeder, door een engel aangekondigd zoals Christus). Hij is groter en sterker dan alle anderen, zijn kracht is bovenaards. Hij draagt zijn haar ongeschoren, zoals de aanhangers van Christus. Hij vernietigt alleen duizenden Filistijnen/ongelovigen en offert zich op deze wijze op (sterft zelf onder een afgebroken zuil).
De oudste vermelding van een Samsonfiguur in Lungau wordt het best gedocumenteerd behandeld in de Tamsweger Samson: in 1720 is in het sterfboek van de pastorij een Samsondrager ingeschreven, die 32 jaren lang deze activiteit uitgeoefend heeft . De Samson van Murau werd in 1746/47 voor de eerste maal in verband gebracht met de koop van een Samsonfiguur uit Tamsweg. De Samsonfiguur uit Sankt Michael werd de eerste keer vernoemd in 1754 in verband met een vergoeding voor zijn drager. Over alle andere Samsonfiguren zijn er voor 1982, dus voor de tijd van het Samsonverbod, geen schriftelijke overleveringen.

#### Samsonverbod in de tijd van de opheldering en herbeleving van de gebruiken en tradities

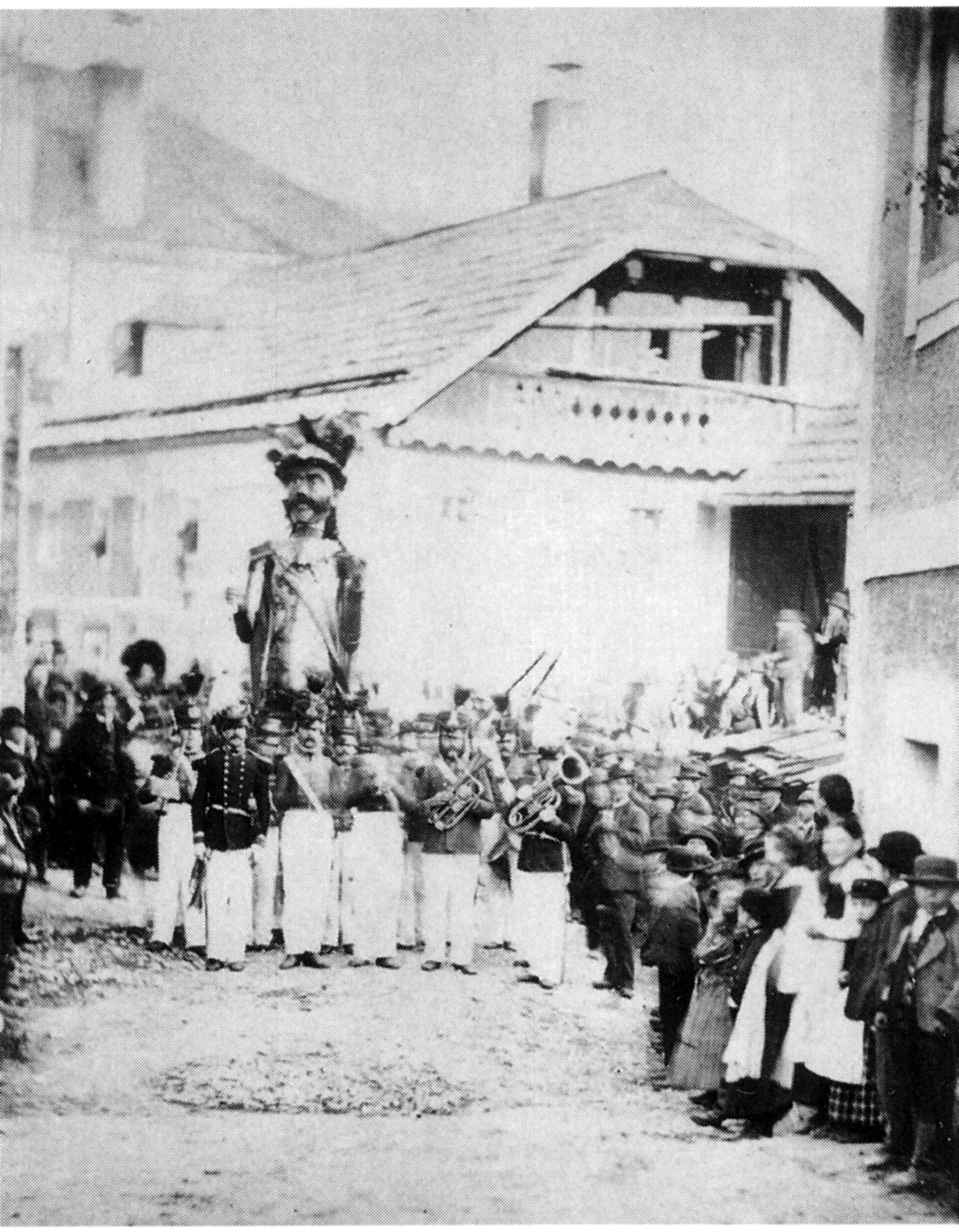
De eerste foto van een Samson van 1870 toont de Samson van Sankt Michael met Bürgermusik.

De tijd van de Verlichting en in het bijzonder de hervormingen van de aartsbisschop van Salzburg en van de bisschop van Gurk, Hieronymus von Colloredo, hadden het einde van de praalprocessies tot gevolg en daarmee ook het voorlopige einde van de Samsonfiguren. In 1784 verordende de regering van het Prinsaartsbisdom Salzburg, dat het meedragen van beeltenissen en gesneden figuren bij processis achterwege moest blijven.
Een half jaar later werd deze verordening aan alle landvoogden doorgegeven, om de clerus bij de doorvoering van de verordening te ondersteunen. Toch werd in 1798 in Tamsweg een nieuwe Samsonfiguur gemaakt. De optocht met de Samsonfiguur werd van de processie gescheiden en naar de namiddag verplaatst. In 1902 schreef de jurist aan de Salzburgse staatsrechter Konrad Hartleben een smaadartikel in het tijdschrift Deutsche Justiz- und Polizey-Fama over de Lungause Samsonfiguren. Hij beschreef de figuur als een monster, dat 100 gulden kostte, bekritisteerde daarover met anderen, dat het bedelde en met halve dwang gebedeld geld of uit de marktkas, de enorme som van 200 gulden bij elkaar gekregen had. Dit liet de regering van het aartsbisdom Salzburg, de zogenaamde Hochlöblichen Hofrat nogmaals ertoe bewegen, van de voogden en kantonrechters van de plaats met Samsonommegangen een bericht op te eisen. Voor de plaatsen Mauterndorf, Kendelbruck und Muhr is dit de eerste schriftelijke vermelding van het Samsongebruik aldaar. Ook wanneer de kantonrechters en voogden zich in hun antwoorden meest positief in de zin van Samsonfiguren uitlieten, vaardigde de hoogloffelijke hofraad in Salzburg op datum van 23 mei 1803 het definitief en laatste verbod uit van de Lungause Samsonfiguren.
Van processierekwisieten hebben in Lungau, en zoals in andere oorden, alleen die het overleefd, die tijdig voor de afkondiging van de verordening verborgen konden worden, resp. die waaraan de bevolking bijzonder gehecht was en derhalve verborg en voor vernietiging vrijwaarde. In het Attach Colloredo vindt u de verbodsniveaus voor de afschaffing van gebruiken. Daar de bevolking altijd zin voor spektakel had, en aangezien rollen in de processies ook ererollen en krachtproeven waren, die voor de mensen belangrijk waren, is het te begrijpen, dat de Samson en zijn begeleiders verstoken en dus bewaard bleven. De Samson uit Krakaudorf heeft zo de Josephinische inbeslagname in een hooischuur overleefd.
Hoe de Samsonfiguren in Tamsweg, Sankt Michael, Mauterndorf en Muhr de verbodsjaren overleefd hebben, en waarom ze als de enige van de processiefiguren overbleven en hoe het Samsongebruik zich in zijn huidige vorm als wereldlijke traditie in het midden van de 19e eeuw ontwikkelde, is niet meer helemaal na te gaan.
In Tamsweg wordt ze in 1853 door Ignaz von Kürsinger beschreven, in Sankt Michael werd ondanks het verbod in 1844 ter ere van keizer Ferdinand bij diens bezoek in Sankt Michael een eredans met de Samsonfiguur uitgevoerd. In het jaar 1859 kwam per gemeenteraadsbesluit de officiële herbeleving. Een Samsonfiguur uit Mauterndorf van rond 1900 bevindt zich in het Salzburgse museum Carolino Augusteum. In het Steierse Krakaudorf bleef het Samsongebruik in de vroege 19e eeuw bestaan of werd wellicht met een nabootsing van een Lungause Samsonfiguur begonnen.

#### Herbeleving van de Samsontradities
Waren rond 1900 de vier bijzonderste traditierijke Samsonfiguren van Tamsweg, Sankt Michael, Mauterndorf und Muhr gerehabiliteerd, zo bracht de tijd daarna een vooralsnog langzame uitbreiding van de figuren door hervatting van gedocumenteerd of vermoed gebruik.
- Unternberg: vanaf ongeveer 1900, voor de laatste maal in 1927 in Sankt Margareten gedragen,
- Sankt Andrä: in 1908, ter gelegenheid van een bruiloft, daarna zijn slechts enkele optochten aantoonbaar. In 1983 gerenoveerd – met oude kop en nieuwe romp. Nieuwe aankleding en stichting van een Samsongroep in 2002. Twee dwergen sinds 2005.[25]
- Sankt Margareten: in 1927 korte gastvoorstelling van de vroegere Unternberger Samsons, daarna spoorloos verdwenen – met een nieuwe figuur vanaf 2001.
- Mariapfarr: in 1937 nieuwbouw van een Samsonfiguur.
- Ramingstein/Kendelbruck: vanaf 1948/49 tot 1958. Samsonfiguur in Murau bewaard. Nieuwe opname met nieuwe figuren vanaf 1992. Dwergen sinds 1997/98.
- Murau: in 1966 nieuwe figuur met een kop van de vroegere Ramingsteiner Samsons, in 2005 tweede figuur met romp van de vroegere Ramingsteiner Samsonsfigur.
- Wölting: in 2002 nieuwbouw van een Samsonfiguur en twee dwergen.

Tijdens de periode van het Nationaalsocialisme werden de Samsonfiguren als gebruik met kerkelijke oorsprong afgewezen en gedeeltelijk beschadigd. Samsonoptochten waren er gedurende deze tijd niet of slechts in uitzonderlijke gevallen.

### Samsonfiguren in de hedendaagse tijd

#### Samsonommegangen, Somsonbijeenkomsten en andere optredens

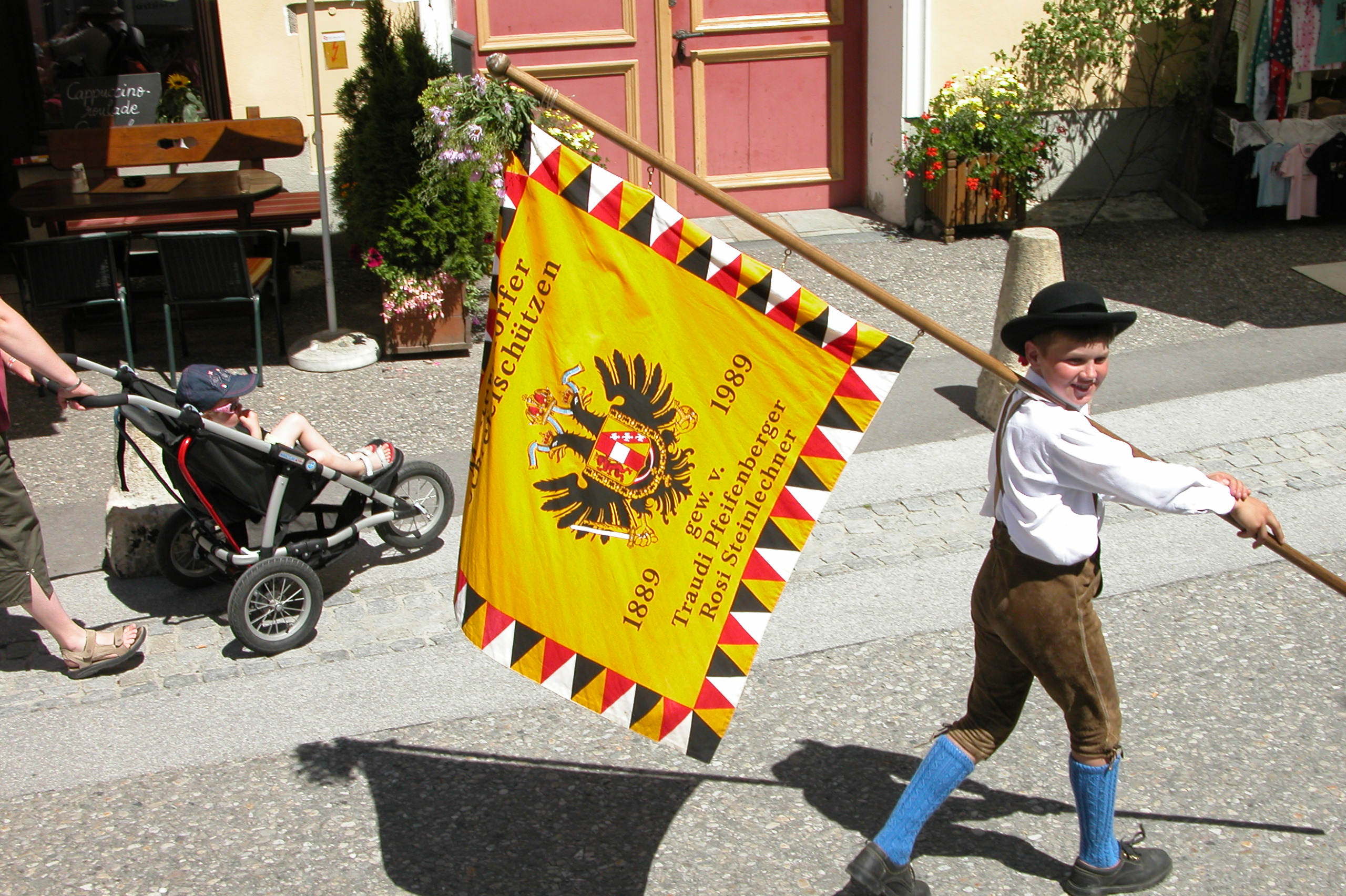
Vaandeldrager van de Kinderschützen (kinderbescherming) bij de Mauterndorfse Samsonommegang

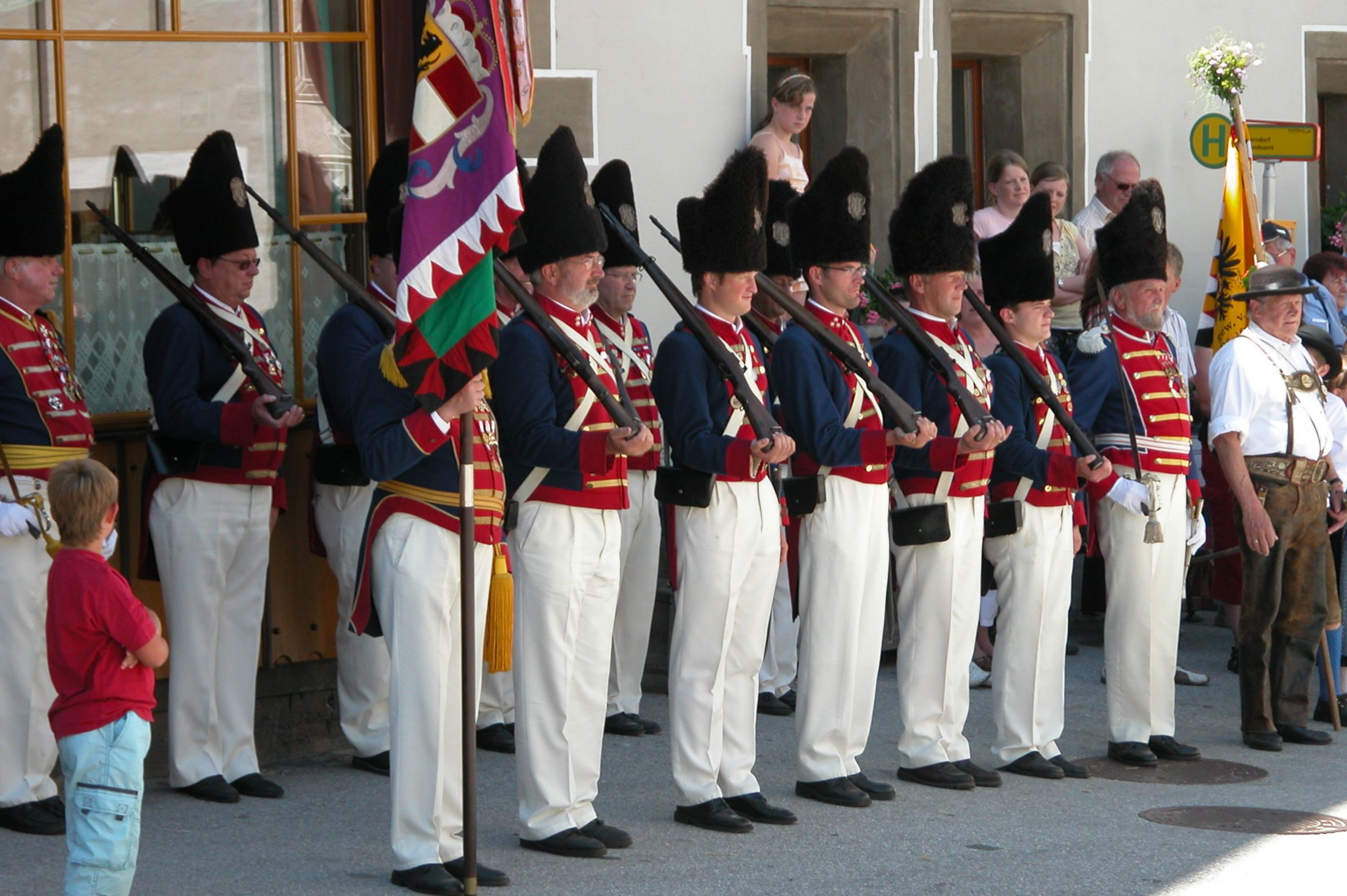
Burgergarde Mauterndorf bij de Samsonommegang in 2007

Samsonommegangen vinden plaats na de sacramentsdagprocessie, tot het patroonsfeest, en al naargelang de plaats, op een tot twee andere gelegenheden, zoals de brandweerfeesten of markten tussen Sacramentsdag en de Almabtrieb. De Samsonfiguren maken met meerjarige tussenpozen, reizen naar Samsonontmoetingen die plaatsvinden in de Lungau, in de landeshoofdstad Salzburg en in Graz en naar Keulen alsook sinds kort naar partnersteden uit gemeenteverbroederingen en naar reuzenontmoetingen in Catalonië, Noord-Frankrijk en België.
Een Samsonommegang duurt in de Lungau tot drie uren en gaat over een afstand tot drie kilometer. Over het gehele traject wordt de Samsonfiguur door een persoon van halte tot halte door het oord gedragen. Hij wordt meestal door twee tot vijf helpers ondersteund, Aufhaber resp. Haberer genoemd. Hij wordt begeleid door blaasmuziek en – wanneer beschikbaar – door figuren van een mannelijke en een vrouwelijke dwerg, van soldaten en andere groepen. Aan iedere halte danst de Samsonfiguur minstens een keer ter ere van een persoon, die deze eer een waarderingsgift kost. Bij sommige haltes van de Samsonoptocht worden toespraken gehouden en – wanneer beschikbaar – treden soldaten en klederdrachtgroepen op. Ideaalst liggen de haltes van de Samsonomgang aan restaurants, waarbij de gastheren de eer hebben, de bij de Samsonommegang betrokken personen met dranken te verzorgen. Naast de grote optochten rukt menig Samsonfiguur ook uit in het kader van Frühschoppen, brandweerfeesten en taptoes. De optredens zijn dan wezenlijk korter, ongeveer binnen een tijdruimte van een uur. De beide Steierse Samsonfiguren rukken – afgezien van Samsonsamenkomsten – in hun oord slechts eenmaal in het jaar op Prangtag uit. Daarbij staat minder de optocht door het oord in het middelpunt, wel de tot 200 eredansen voor een groot aantal te vieren personen die zich voor het Pulvergeld verdienstelijk gemaakt hebben. De Samsonfiguur danst daarbij op de toon van verscheidende melodieën, onder andere ook een vlotte polka. Het evenement kan zich daarbij over een tijdsruimte tot 5 uren voltrekken. In Krakaudorf, Mauterndorf, Murau, Sankt Michael en Tamsweg bestaan burgerwachters, die met uitzondering van Tamsweg een vast bestanddeel van Samsonoptochten zijn. In de Lungau wordt ongeveer bij elke halte een saluut geschoten, bij korte optochten aan het einde. In Stiermarken wordt elke eredans besloten met een donderend saluutschot.
Nagenoeg elk jaar vindt een Samsontreffen plaats, meest naar aanleiding van een jubileum in het oord van de uitnodigende Samsongroep. Eens om de zes jaren, bijvoorbeeld 2011, vindt het Große Fest der Lungauer Volkskultur plaats. In dit verband vindt een Samsontreffen plaats met alle 12 Samsonfiguren.
Sinds het jaar 2009 worden pogingen ondernomen om de Lungause reuzenfiguur Samson samen met vier andere Salzburgse gebruiken voor te dragen voor de UNESCO-lijst van culturele tradities. Een eerste schrift was de in 2010 nagestreefde opname in het lijst van het Immaterielles Kulturerbe in Österreich (immaterieel cultuurerfgoed van Oostenrijk). Het Samsontragen im Lungau und Bezirk Murau (Samsondragen in de Lungau en het district Murau) werd in 2010 in de lijst Immaterieel (cultureel) erfgoed Oostenrijk (nationale UNESCO-lijst) opgenomen. Bij het feest van de Lungause volkscultuur op 4 september 2011 werden de oorkonde van de UNESCO aan alle Samsongroepen feestelijk overhandigd.

#### Muziek voor de Samsonommegang

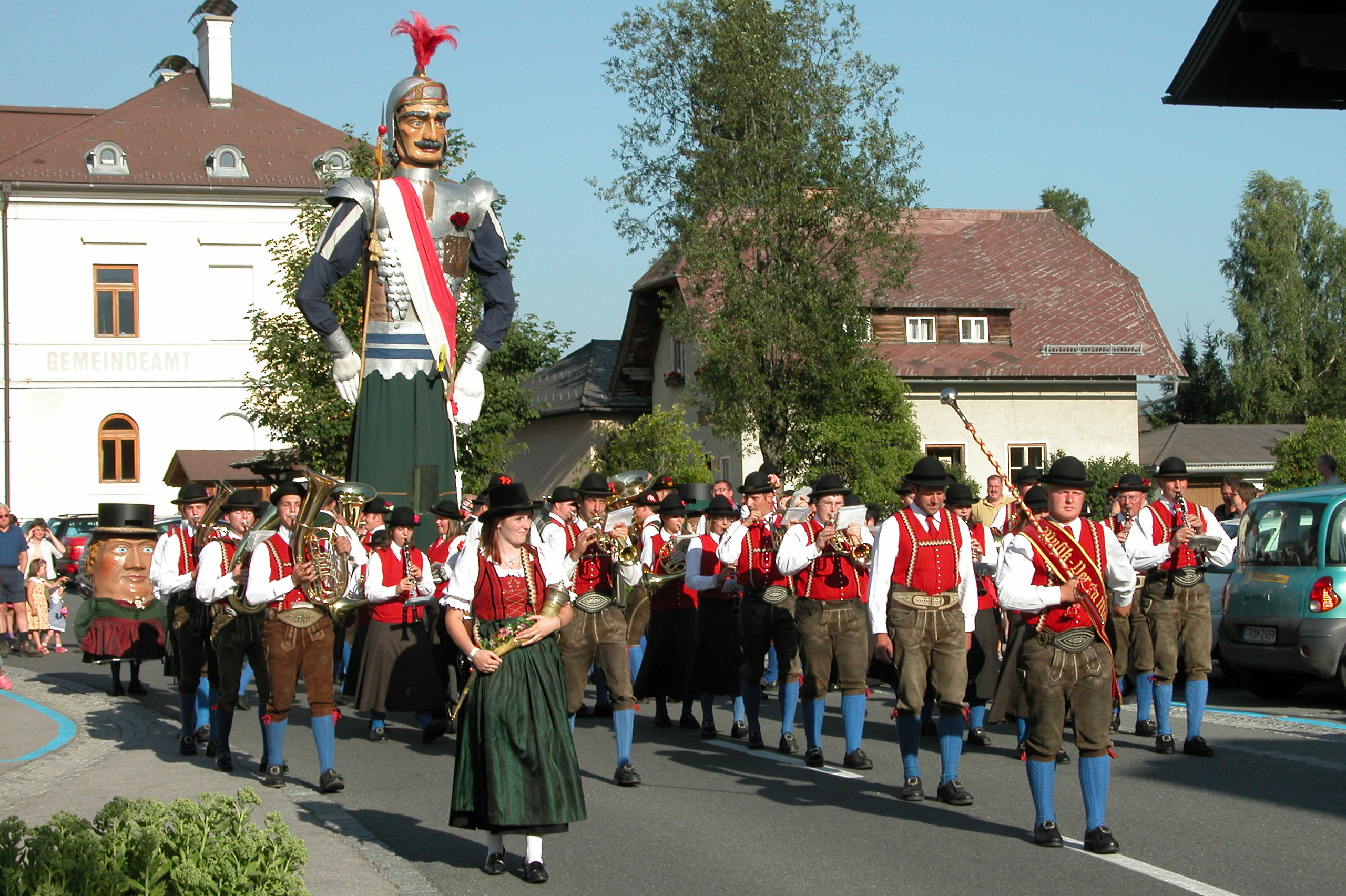
Trachtenmusikkapelle Mariapfarr met de Samsonfiguur uit Mariapfarr

De Samsonfiguur wordt bij haar rondgang door de blaaskapel van het plaatselijke oord begeleid. Deze heet in Sankt Michael, Tamsweg en Mauterndorf Bürgermusik (burgermuziek), in Wölting Dorfmusik (dorpsmuziek), in Murau, Musikverein Stadtkapelle Murau (muziekvereniging stadskapel Murau), in de andere oorden Musikkapelle (muziekkapel) of Trachtenmusikkapelle (klederdrachtmuziekkapel).
Bij de rondgang door het oord loopt de blaaskapel steeds voorop en speelt traditionele marsen van Oostenrijkse componisten. Er is geen vastgelegde volgorde. Geliefde marsen zijn bijvoorbeeld Mein Heimatland van Sepp Neumayer, Rainer Marsch van Hans Schmid of de Kitzbühler Standschützen Marsch van Georg Kaltschmied.
De Samsonwals ter ere van belangrijke (en ook betalende) personen is een eerbetuiging, meest wordt een langzame wals geïntoneerd. Meestal worden in de loop van een optocht verschillende Samsinwalsen gespeeld. Geliefd zijn zoal het eerste deel van de Almrauschwalzers van de componist E. Trojan alsook een Samsonwals, die door de vroegere Ramingsteinse pater pastoor Paul Mitterndorfer gecomponeerd werd. In Wölting wordt de Samsonwals geïntoneerd, gecomponeerd door de stichter van de dorpsmuziekkapel Anton Bayer vulgo Toni Menzen, die ook de melodie van het kerklied Lieb Jesulein komm zu mir geschreven had. Een door de kapelmeester zelf gecomponeerde Samsonwals wordt bijvoorbeeld in Sankt Margarethen gespeeld. Soms worden in de loop van de optocht verschillende Samsonwalsen gespeeld.

#### Ommegangtijdstippen

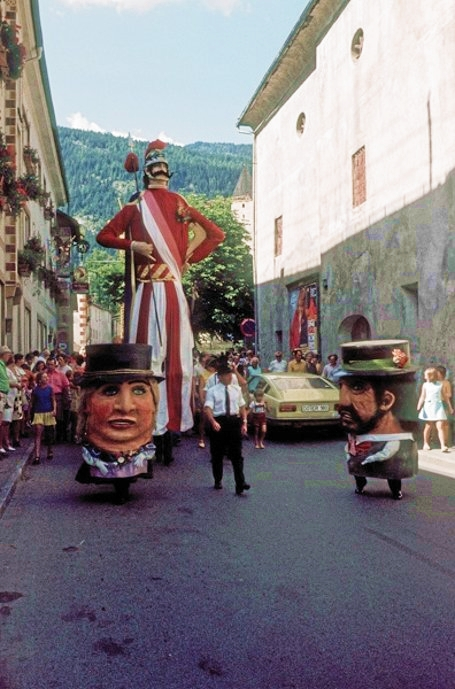
Samsonparade in Mauterndorf rond 1980. De Samsonfiguur is de voorganger van de huidige en staat ondertussen in het Lungauer Landschaftsmuseum op de Burg Mauterndorf

Het Samsonseizoen loopt van einde mei tot begin oktober. Het opent traditioneel met de ommegangen op de namiddag van Sacramentsdag, de laatste ommegang valt op de eerste zondag van oktober, tezamen met het David-en Goliathspel in Ramingstein. De Samsonfiguur komt buiten voor de Samsonommegangen op feestdagen. Daarenboven is hij te zien op sommige feesten, zoals de Ramingsteiner Silbermarkt, het Tamsweger Waldfest, en inwijdingen en herstfeesten. Hij komt buiten, wanneer hooggeplaatste personen het plaatselijk oord bezoeken en komt ook op de eedaflegging van de rekruten van het Oostenrijks leger, het Bundesheer. Gedurende het seizoen rukt in de Lungau en in het aangrenzende Stiermarken nagenoeg op elk weekend minstens een Samsonfiguur uit, meest op zondagnamiddag, soms ook op vrijdag- of zaterdagavond. Bij de beschrijving van de afzonderlijke Samsonfiguren verder hieronder is een lijst samengesteld van de regelmatige uitruktermijnen. Soms worden ze echter naar de voorafgaande zaterdag of naar een andere dag verschoven.
De Samsonommegangen kunnen gratis bezocht worden. Hoogtepunten zijn de grote Samsonommegangen in Mauterndorf en Tamsweg. Samsonommegangen in kleinere oorden hebben het karakter van een feest van en voor de plaatselijke bevolking, waarbij gasten van buiten het oord steeds welkom zijn.

#### Verpersoonlijking
In de Lungau wordt niet van Samsonfiguren gesproken, maar van Samson, meervoud: Samsons. Deze verpersoonlijking uit zich in het lokale spraakgebruik, dat de Samson marcheert, de Samsonwals danst en bij de rekruut van het Bundesheer (het Oostenrijkse leger), zoals een hooggeplaatste persoon, zijn opwachting maakt. Deze verpersoonlijking wordt in de schrijftaal bewaard. 

#### Samsonfiguren en Samsongebruik in musea

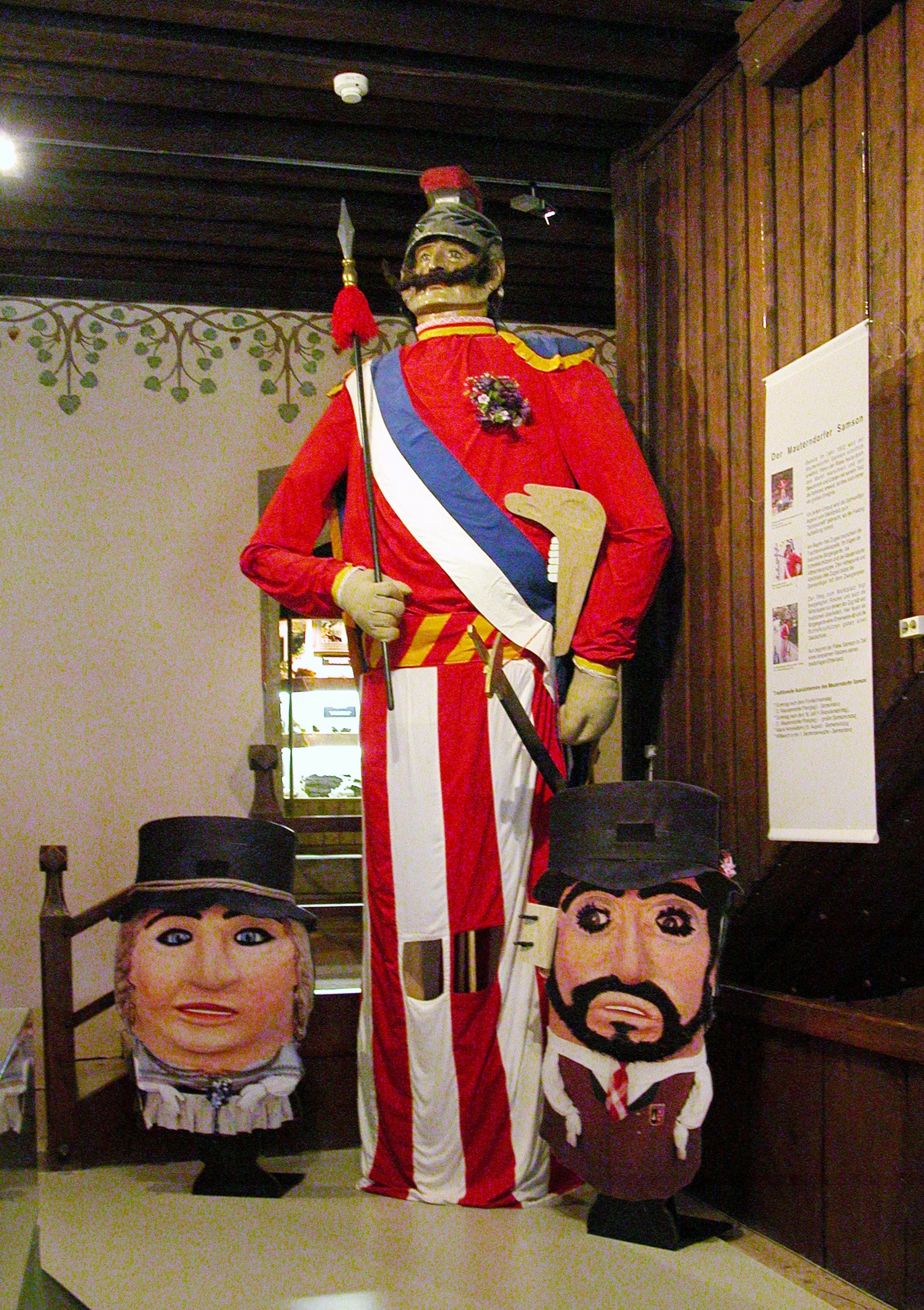
Samsonfigur in het Landschaftsmuseum in Lungau

Onafhankelijk van uitrukkingen kunnen volgende Samsinfiguren bezichtigd worden:
- Een aanzienlijk gedeelte van het dorpsmuseum van Waltlhaus is aan de Samsontraditie toegewijd. Daarbij worden ook alle Oostenrijkse figuren beschreven.
- De Tamswegse Samsonfiguur heeft zijn standplaats in het Tamswegse museum en kan in het kader van een museumrondleiding van 1 juni tot 15 september en op dagen met speciale rondleidingen bezichtigd worden.[38]
- De Samsons van Muhr en Sankt Andrä, deze laatste samen met zijn dwergen, bewonen een Samsontoren waarin ze door een grote glasplaat kunnen bewonderd worden.
- De Murause Samsons hebben hun onderdak in een zelf gebouwd houten huis in de omgeving van de Friesacher Tor (een stadspoort). Ze zijn door meerdere vensters te bezichtigen.
- De Voorgangerfiguur van de huidige Mauterndorfse Samson van 1912/1949 staat in het Lungause Landschaftsmuseum in de Burg Mauterndorf en kan daar gedurende de openingstijden van de burcht het hele jaar bezichtigd worden.[39] (zie rechts ook de historische afbeelding van de ommegang van 1980).
- De rond het jaar 1920[40] in het Salzburgse Museum Carolino Augusteum (tegenwoordig Salzburg Museum) gekomen Samson van circa 1890 is samen met twee dwergen in hun volkskundige bijkantoor, aan het Volkskundemuseum Salzburg in het Hellbrunner Monatsschlössl van april tot oktober te bezichtigen.[41] In tegenstelling tot de destijds aanwezige dwergen, is van de dwergen alleen nog de voorste helft overgebleven.

Foto's van de Samsonfiguur en zijn dwergen in het Salzburg Museum:

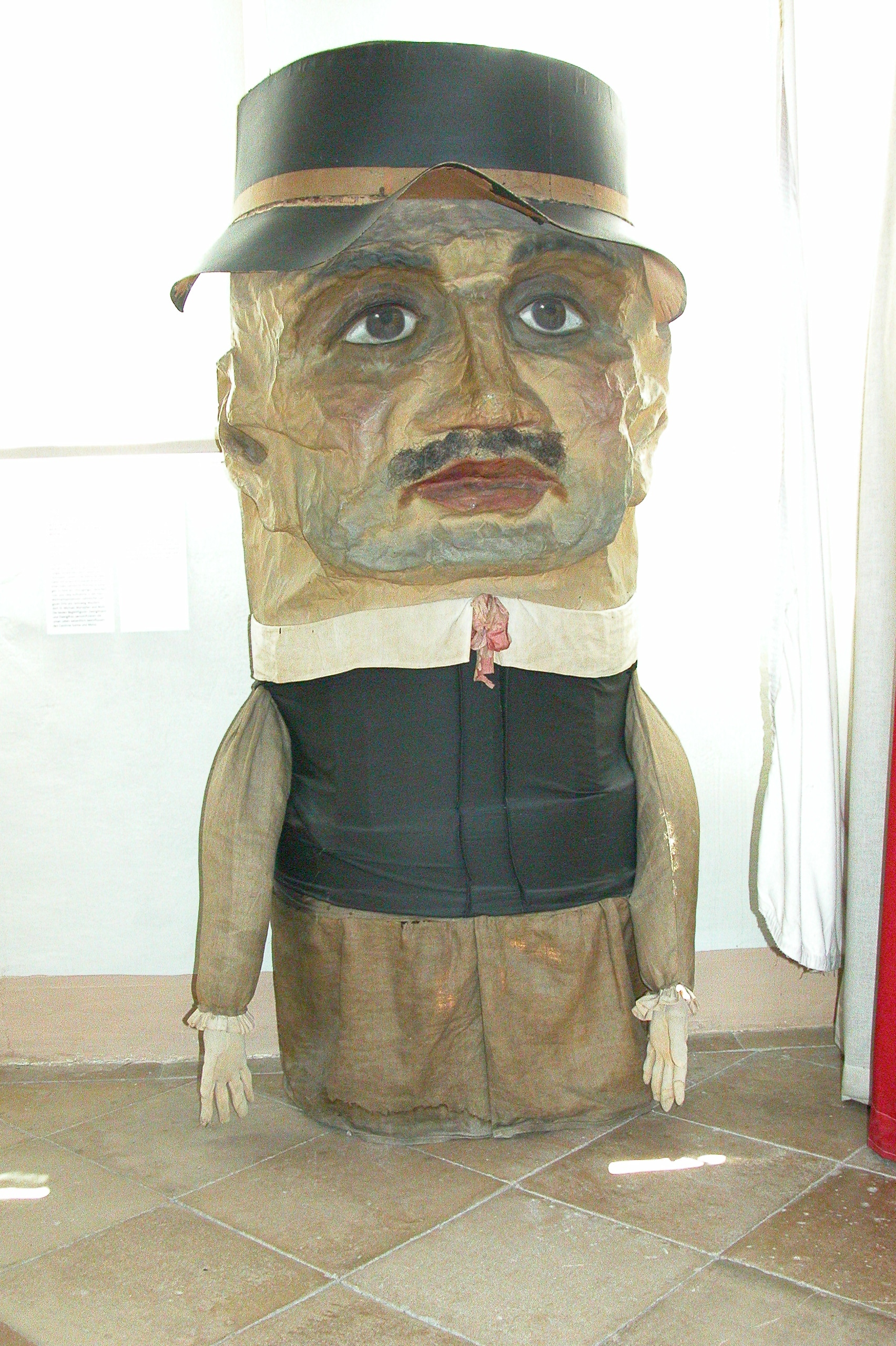
Mannelijke dwerg
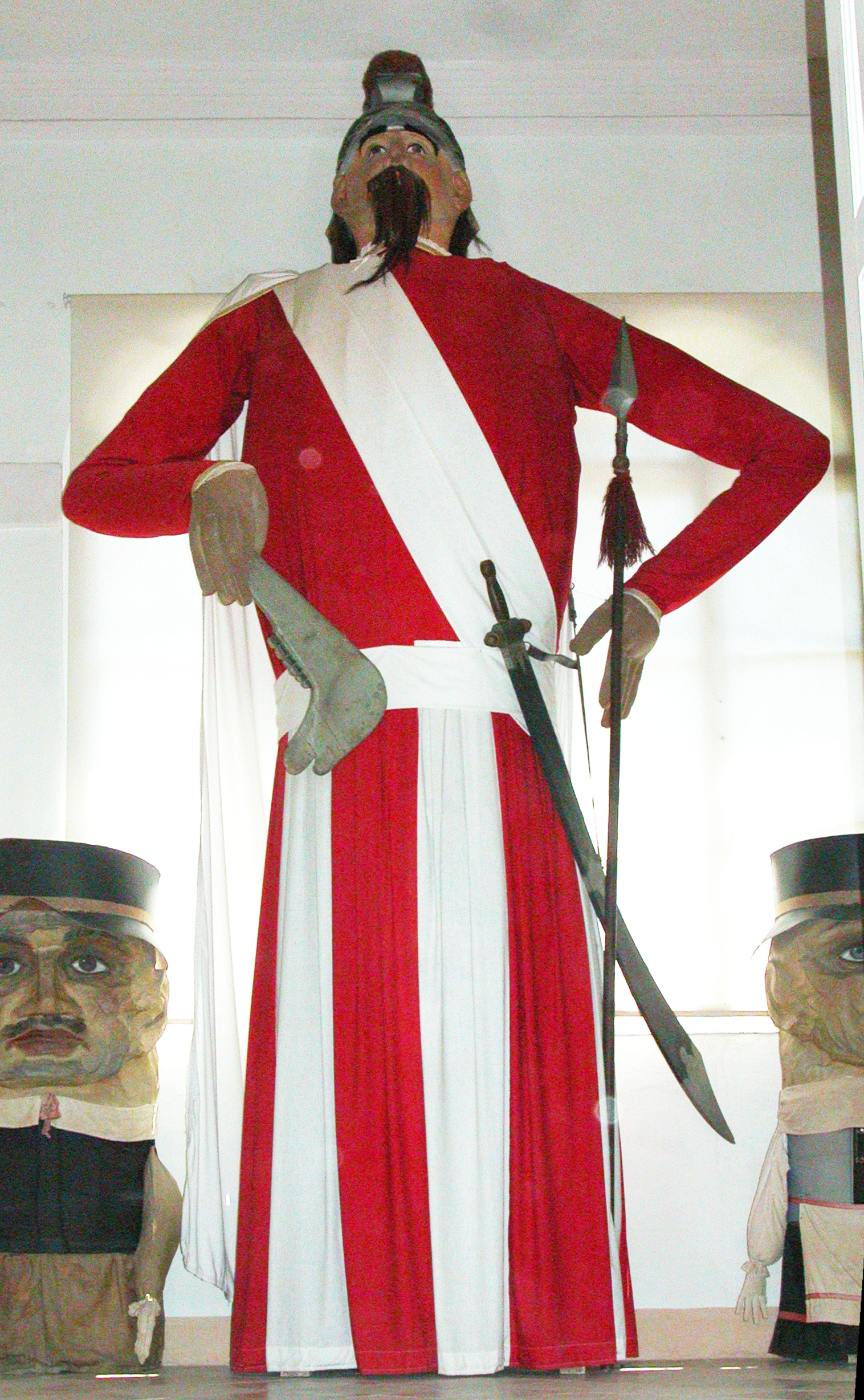
Samsonfiguur
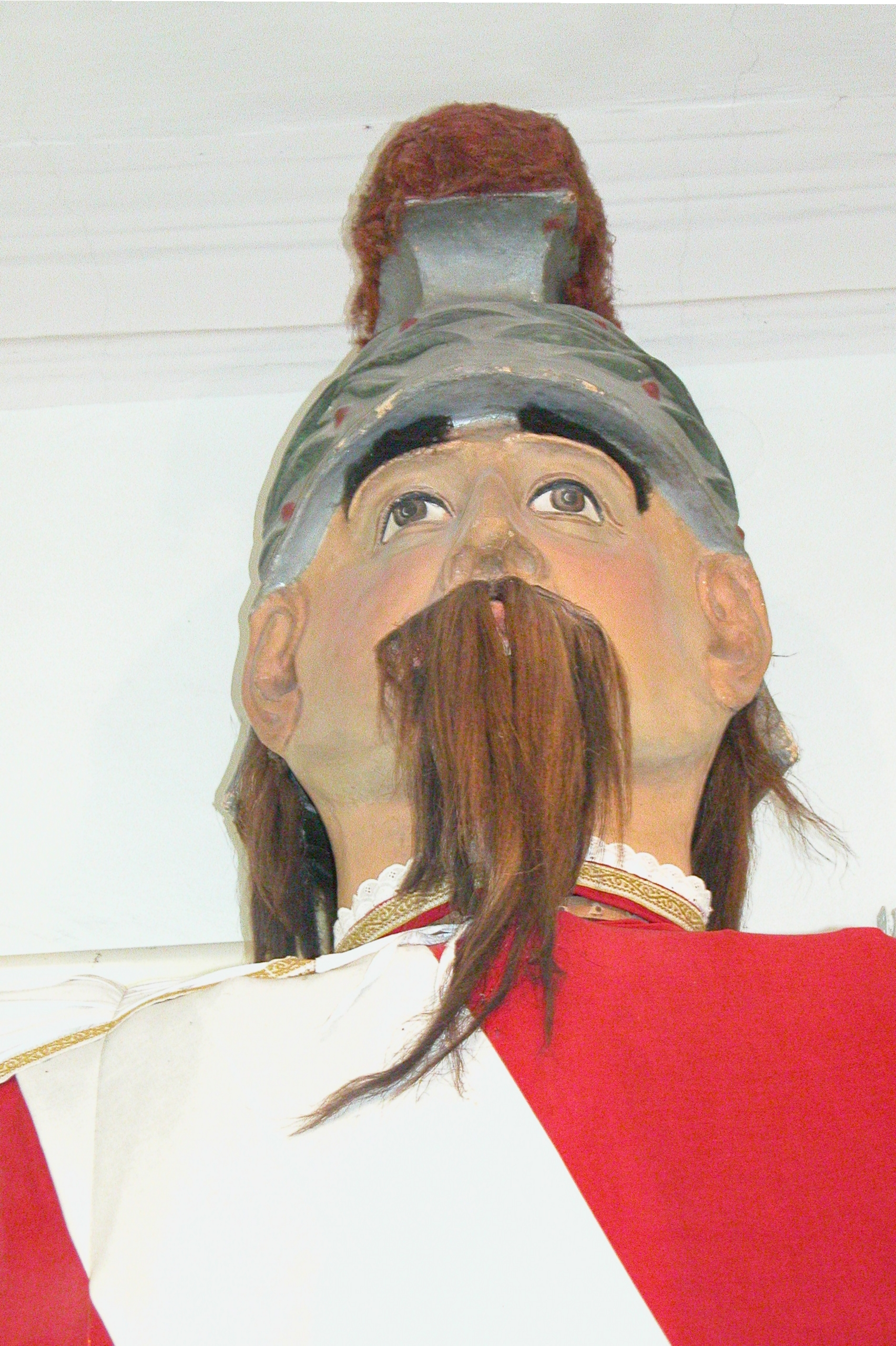
Kop van de Samsonfiguur
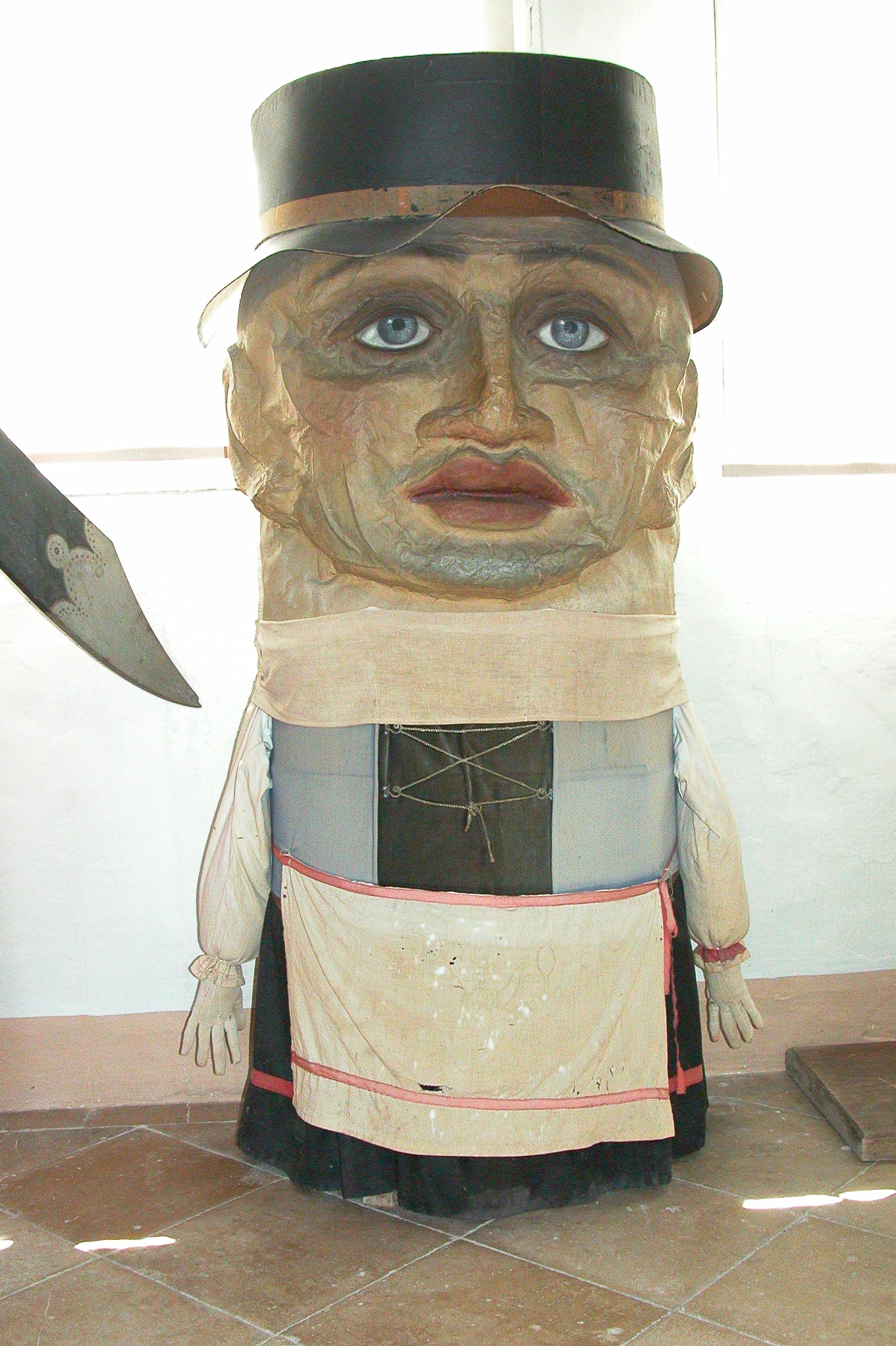
Vrouwelijke dwerg

## Beschrijving van de afzonderlijke figuren

### Overzicht van de figuren
| Oord                        | Eerste schriftelijke vermelding                                          | Actuele Samsonfiguur van                                                       | Grootte   | Gewicht                                                       | Dwergfiguren                                                                                        | Vaste uitruktijdstippen |
| --------------------------- | ------------------------------------------------------------------------ | ------------------------------------------------------------------------------ | --------- | ------------------------------------------------------------- | --------------------------------------------------------------------------------------------------- | --- |
| Aat                         | 1679                                                                     | 1806                                                                           | 4,3 meter | 127 kilogram                                                  | Geen dwergen                                                                                        | enkel bij het Ducasse-festival |
| Krakaudorf                  | 1809 (of jonger)                                                         | 1914                                                                           | 6 meter   | 75 kilogram                                                   | Geen dwergen                                                                                        | Prangtag van de heilige Oswald, gevierd op de eerste zondag in augustus |
| Mariapfarr                  | 1935                                                                     | 1950                                                                           | 6,8 meter | 86 kilogram                                                   | Twee dwergen, man en vrouw in Lungause klederdracht                                                 | 2e zondag na Sacramentsdag, twee avondafspaken in juli, 15 augustus, Eind augustus op het Bauernherbstfest (boerenherfstfeest) , bijzondere gelegenheden                   |
| Mauterndorf                 | 1802                                                                     | Kop in polyestergietwerk: 1990, Gestel: 1993                                   | 5 meter   | 75 kilogram                                                   | Twee dwergen, man en vrouw                                                                          | 3e zondag in juni, 3e zondag in juli, 15 augustus 1e zondag in september                                                                                                   |
| Muhr                        | 1802                                                                     | 1991 (romp), kop ouder                                                         | meter     | 75 kilogram                                                   | Geen dwergen                                                                                        | 29 juni (Peter- en Paulus-dag), aanvang augustus, Ruperti-Tag (zondag voor of na de 24 september), Erntedankfest (met Meiboomsnijding)                                     |
| Murau                       | 1748                                                                     | 1960 (Samson I) und 2005 (Samson II)                                           | 5 meter   | 70 kilogram (Samson 1) 60 kilogram (Samson 2)                 | Geen dwergen                                                                                        | 15 augustus |
| Ramingstein                 | 1802                                                                     | 1992 (dwergen van 1997/1998)                                                   | 5,5 meter | 80 kilogram                                                   | Twee dwergen, Achatz en Marie. Achatz in mijnwerkersdracht. Marie in dirndljurk (klederdrachtjurk). | Ramingsteinse zilvermarkt (2e zondag in juli om de 2 jaar) en Kendlbrucker Prangtag, (1e zondag in juli)                                                                   |
| Sankt Andrä im Lungau       | 1908                                                                     | 1983 (Gestel), 1905 (Kop), renoviert 1983 und 2002, 2004 (Dwergen)             | 5,6 meter | 80 kilogram                                                   | Twee dwergen, Hammersfrau en smid                                                                   | Onregelmatig (ongeveer viermaal tussen juni en september) |
| Sankt Margarethen im Lungau | 1927                                                                     | 2001                                                                           | 6,1 meter | 95 kilogram (Stand 2009)                                      | Geen dwergen                                                                                        | Sacramentsdag, Prangtag (ongeveer 4e zondag in juli), Begin augustus |
| Sankt Michael im Lungau     | 1754                                                                     | Barok                                                                          | 4,5 meter | 64 kilogram                                                   | Geen dwergen                                                                                        | Sacramentsdag, 15 augustus (in Katschberg), Prangtag: Zondag voor of na 29 september, verdere ommegangen bij oordsfeesten: Bauernherbst, Frühschoppen der Bürgermusik enz. |
| Tamsweg                     | In 1720 is van een man gewag gemaakt, die 32 jaar lang Samsondrager was. | In de kern inclusief de kop uit de Baroktijd (?). Dwergen van 1802/03 en 1844. | 6,1 meter | 103,5 kilogram voor de renovatie in de jaren 1980 88 kilogram | Twee dwergen, man en vrouw in Lungause dracht. Vroeger twee vrouwelijke dwergen.                    | (na) sacramentsdag, 4e zaterdag en zondag in juli, 1e zondag in augustus (Waldfest)                                                                                        |
| Unternberg                  | 1954 (nieuwe Samson)                                                     | 1954                                                                           | 5 meter   | 75 kilogramm                                                  | Twee dwergen (man en vrouw) sinds augustus 2013                                                     | Begin juni, 1e zondag in juli, midden september |
| Wölting (gemeente Tamsweg)  | 2000 (volgens de sage echter eerste Samsonprivilege in Lungau)           | 2000                                                                           | 6,3 meter | 93 kilogram                                                   | Twee dwergen                                                                                        | 2–3 maal in het jaar |

### Aat

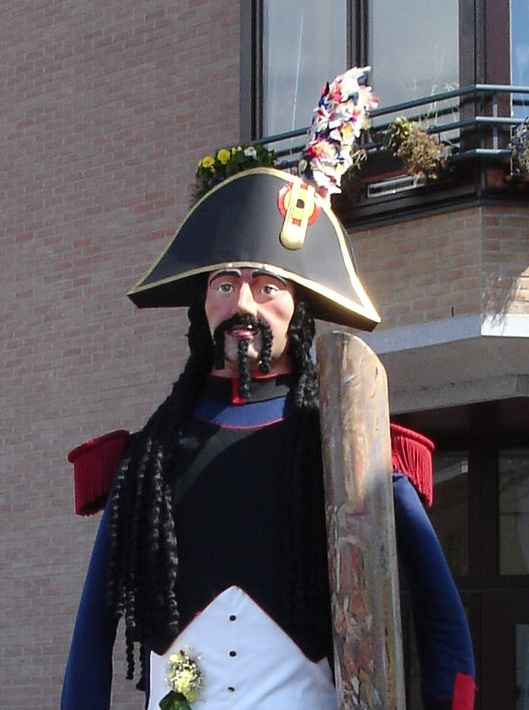
De Samson van Aat in België

Aat is bekend als de Stad der reuzen. Bij het Ducassefestival, dat elk jaar op het vierde weekeinde van augustus plaats vindt, wordt naast veel andere reuzenfiguren een Samsonfiguur meegedragen. De reuzen van Aat behoren tot de Representatieve lijst van het immaterieel cultureel erfgoed van de mensheid.

De Samson werd in 1679 in het gevolg van de Ducasse d’Ath als reus van de Broederschap der Kannoniers ingevoerd. In de berichten van dat jaar kan men in ma mansarderie lezen, dat de magistraat van de stad een som in zilver ter beschikking gesteld had 
aux confrères de sainte-Marguerite canoniers… pour faire le Samson en posture.
voor de broeders (confrères) kannoniers van Sainte-Marguerite […] om de Samson te bouwen.
 Mogelijk heeft reeds vroeger, wellicht sinds de 15e eeuw, een reus Samson aan de processie deelgenomen, er is daarover echter geen schriftelijk bewijs.
Nadat hij in het jaar 1794, in de tijd van de Franse Revolutie, tezamen met de andere reuzen op verzoek van de Franse regering was vernield, dook hij sinds de hervatting van de processie in het jaar 1806 weer op. Sinds de 19e eeuw is hij, zoals zijn begeleiders, de groep van de Blauwen, als Franse soldaat gekleed. Overeenkomstig met de Bijbelse beschrijving draagt Samson de zuil van de tempel van Dagon en de ezelskaak. Na hem volgt sinds de periode tussen twee oorlogen de fanfare van Moulbaix.
Terwijl bij de andere reuzen kop en bovenlichaam uit lindenhout gesneden zijn, bestaat bij deze Samson enkel het gedeelte met het gezicht uit hout. De figuur bestaat uit een lattengeraamte en is met beschilderd linnen bekleed. Hij draagt een blauw gewaad met rode mouwomslagen en twee rode slippen, rode, met franjes bezette schouderstukken, koperen knopen, een gele vest en zwarte sjerp, een zwarte steek met goudborduursel, een kokarde in de Belgische nationale kleuren, een veelkleurige vederbos. De handschoenen zijn lichtbruin (vroeger geel), de rok is blauw, de haren zwart, en hij draagt een snor en een sik in de stijl van Napoleon III. Hij houdt een zuil met marmerimitatie en een bruine ezelskinnebak in de handen.
|  |

### Krakaudorf

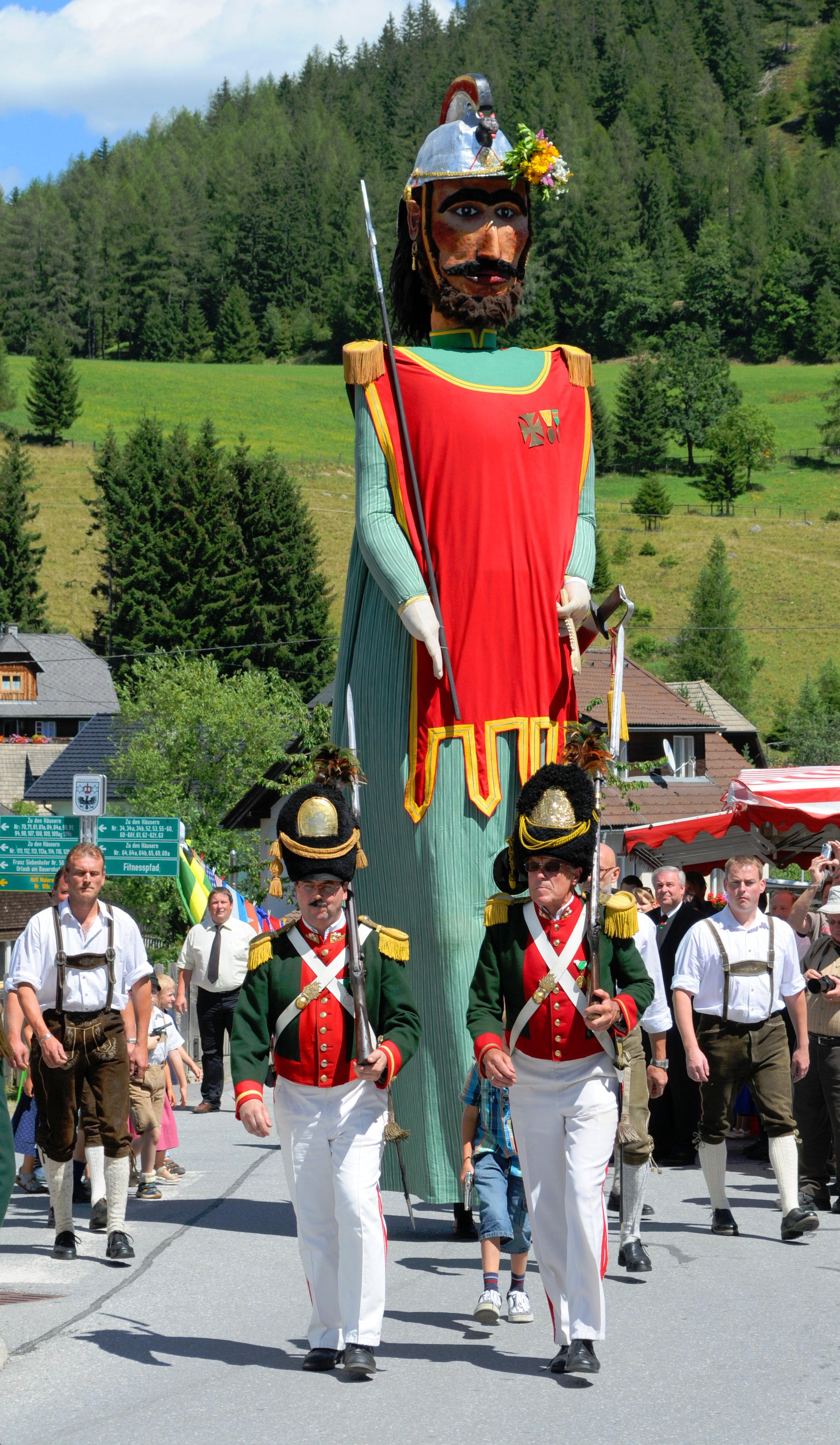
Samsonfiguur van Krakaudorf

In Sankt Oswald, op Prangtag (Patroziniumsfest) in Krakaudorf (gevierd op 1ste zondag van augustus) trekt 's namiddags de Samsonfiguur door het oord. De eerste Krakause Samsonfiguur werd in 1809 door de uit Italië stammende Johann Turass geschapen. Na 100 jaar werd de figuur bij een brand in Gasthaus Bale vernietigd. De huidige figuur Samson der Dritte werd in 1914 door N. Neumann vulgo Pistrich geschapen.
Sinds 1975 wordt de Samsonfiguur in het Haus der Volkskultur bewaard. Soms gaat hij op reis: zo was hij bij het Samsontreffen in de Lungau en meermaals in Graz te zien. In het dorpsmuseum in het Waltlhaus, een ongeveer 440 jaar oude boerenhoeve in het centrum, is een grote ruimte voor de Samsonfiguur voorbehouden.
|  |  |

### Mariapfarr

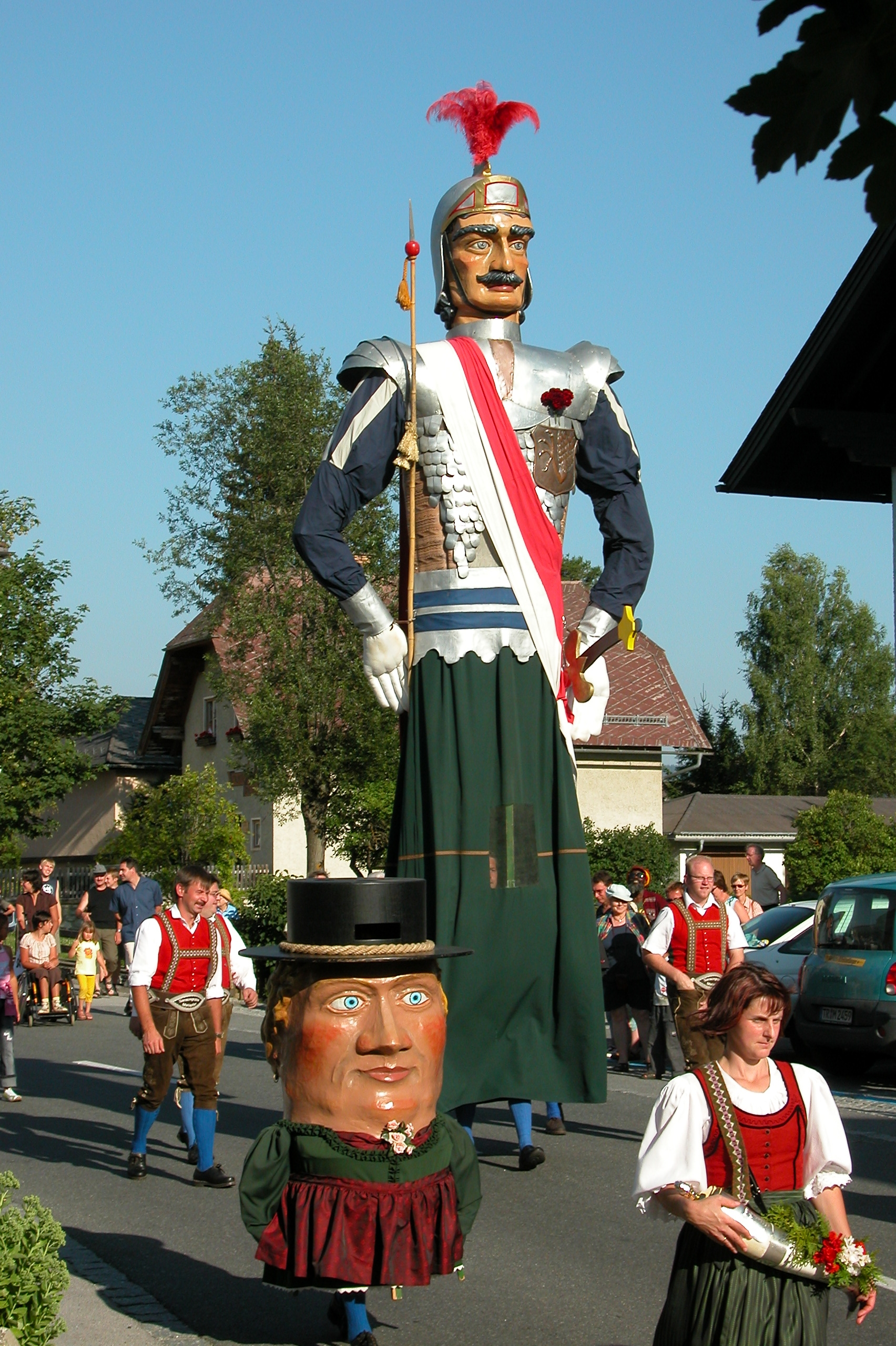
Samsonfigur uit Mariapfarr met vrouwelijke dwerg

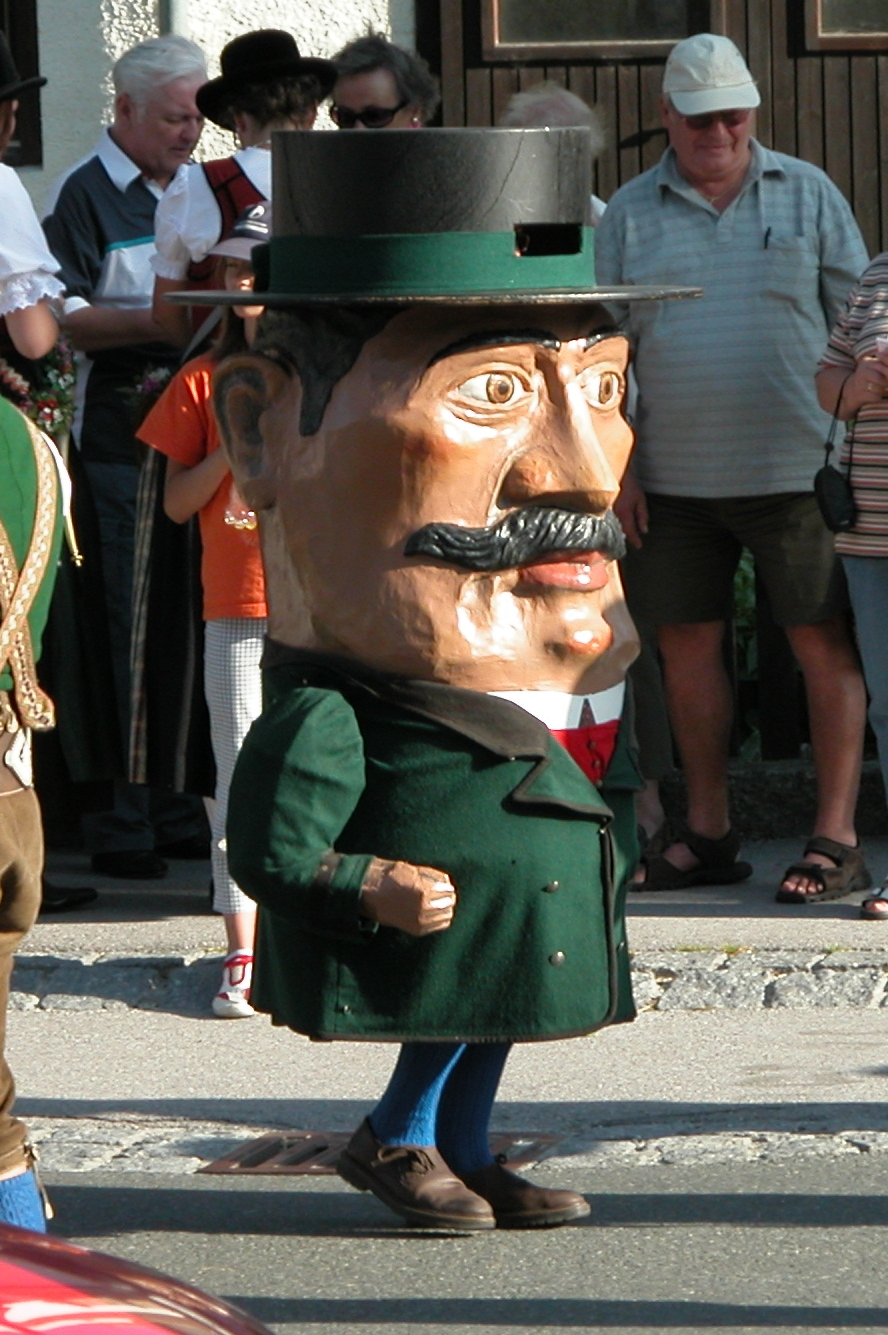
Mannelijke dwerg

De eerste verwijzing naar een Samson in Mariapfarr stamt uit het jaar 1914. Getuigen herinneren zich een Samson, die in 1914 samen met de hoeve, waarin hij opgeslagen was, zou verbrand zijn. De huidige Samsontraditie gaat terug naar Pfarrer Stöckl, 1928–1936 kapelaan in Mariapfarr. Het was zijn doel, in de oorspronkelijke parochie van Lungau het Samsongebruik weer te laten opleven. De in 1937 voltooide eerste figuur van de Samson werd door het theaterbegeesterde Burschenverein vervaardigd. De kop, door professor August Schreilechner, een kunstonderwijzer met zomerverblijf in Gröbendorft, gefabriceerd, kon echter niet overtuigen. Het werd door tijdgetuigen als "weinig schoon, om niet te zeggen afgrijselijk" beschreven. De tengere figuur had echter het voordeel weinig windgevoelig te zijn.
De Samsonfiguur heeft de Tweede Wereldoorlog onbeschadigd doorstaan, na een val in de zomer van 1949 was hij niet meer te redden. Nog in hetzelfde jaar werd een nieuwe reuzenfiguur gebouwd. Deze woog 105 kilogram, 40 meer dan zijn voorganger. Op het lijf droeg hij een schubbenpantser uit koper en aluminium. Na ombouwmaatregelen werd het gewicht met 20 kilogram gereduceerd. De Samsonfiguur bezit als enige geen ezelskaakbeen. Hij wordt in het brandweergebouw bewaard en is door de bovenste ingang van buitenaf te zien.
De Samsongroep van Mariapfarr was de eerste met grote internationale activiteiten. Reisden vroeger Samsongroepen hoogstens tot districtfeesten in de huidige deelstaathoofdstad, zo ging in 1982 de Samsongroep van Mariapfarr – na aarzeling van de traditierijkere Samsongroepen – in op een uitnodiging voor een reuzentreffen in Matadepera, noordwestelijk van Barcelona, gelegen in Catalonië. In het jaar daarna kwamen enige Catalaanse reuzen uit Matadepera naar Mariapfarr. Dit motiveerde een gemeentepartnerschap, en vele verdere wederzijdse bezoeken volgden. In 1992 – tot de tweede Trobada Internacional de Gegants – werd ook de Unternbergse Samson met Trachtenmusikkapelle meegenomen. Ook in 1994 had het plaats. In 2007 reisde de Samsongroep van Mariapfarr naar Matadepera. Verdere ontmoetingen met Samsons uit Lungau en Catalaanse reuzenfiguren vonden in Mariapfarr plaats in de jaren 1994 en 2002. Op 1 tot 3 mei 2009 werd het 25-jarig jubileum van het gemeentepartnerschap in Mariapfarr gevierd met alle Lungause Samsonfiguren en veel reuzen uit Matadepera. De Samsongroep van Mariapfarr verwekte wrevel en ontstemming, als hij in januari 1996 – dus buiten het Samsonseizoen – ter opening van de Samsonzespersoonsstoeltjeslift in het Langause skigebied Fanningberg, begeleid door de Musikkapelle Göriach, haar Samsonfiguur liet dansen.
|  |  |

### Mauterndorf

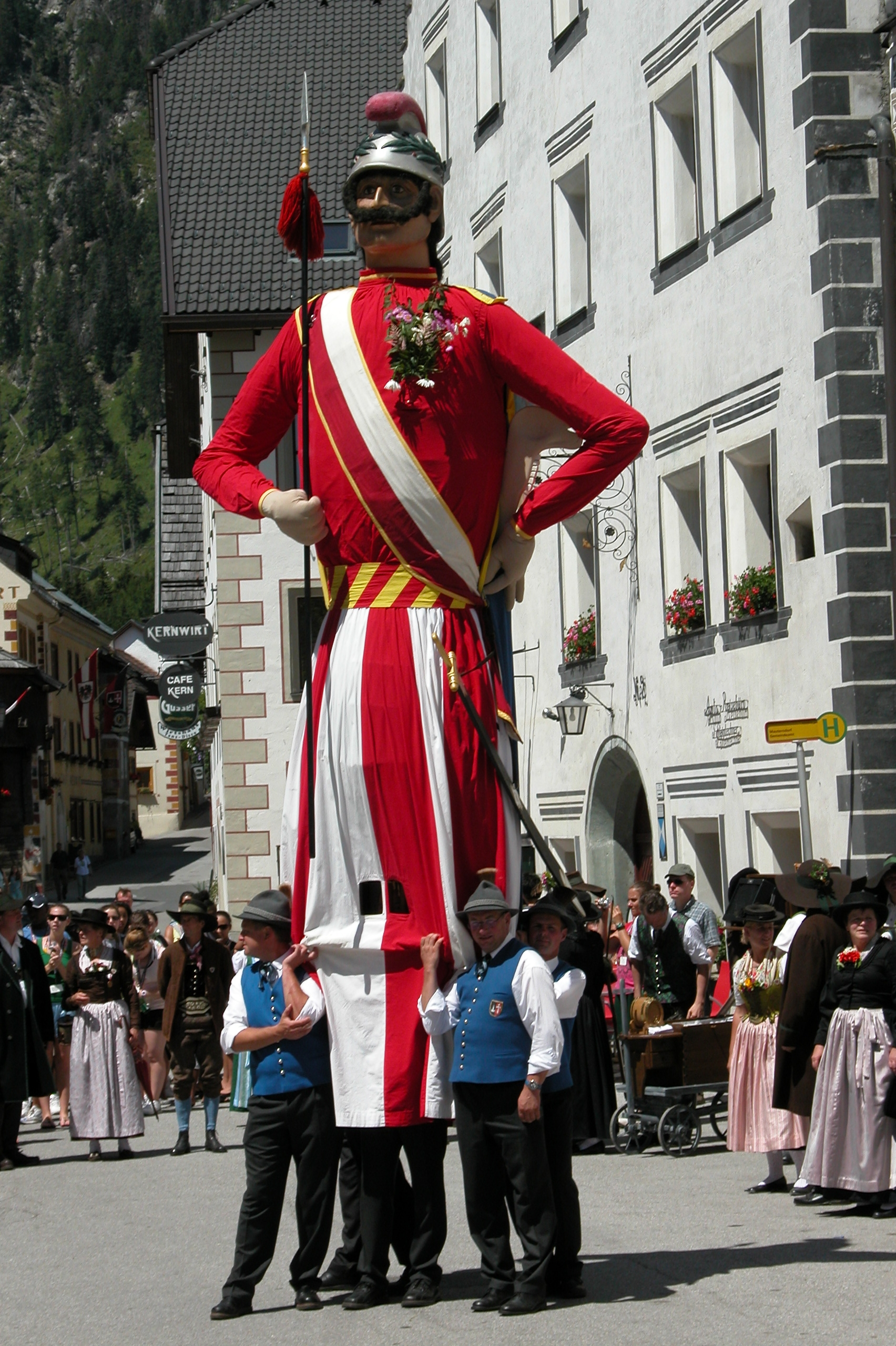
Mauterndorfer Samson

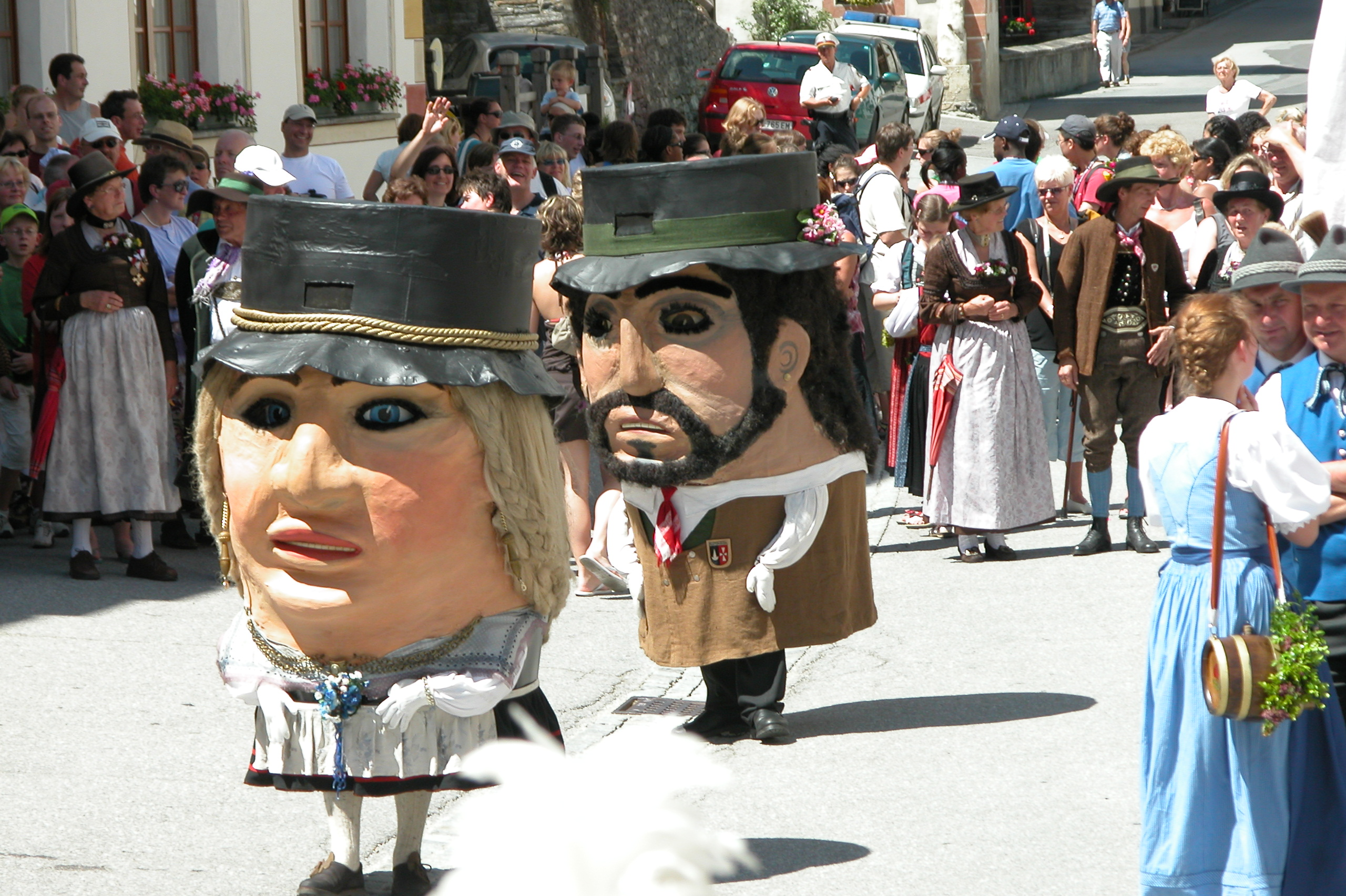
De dwergen van de Mauterndorfer Samsons

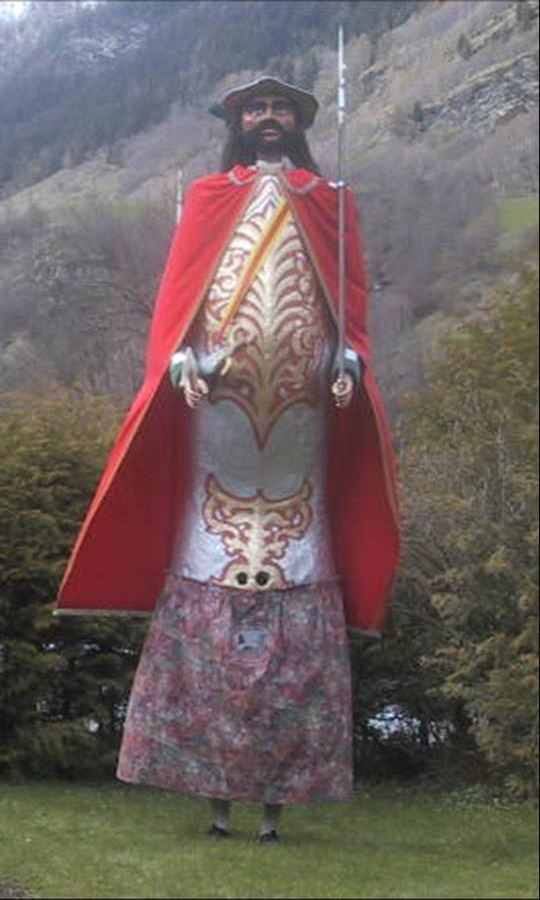
Het Samsonfigur uit Muhr

De eerste schriftelijke getuigenis over de Mauterdorfer Samsonfiguur stamt, zoals bij de vele andere van 1802, uit de tijd van de Samsonverboden. Hoelang de Mautendorfer zich aan dat verbod moesten houden, is niet bekend. De eerste getuigenis van het Mauterndorfse Samsontradities is een Samsonfiguur met twee dwergen uit de late 19e eeuw in het Salzburgse museum Carolino Augusteum. Hij kan in het Monatsschlössl Hellbrunn, van het volkskundige bijkantoor van het Salzburg Museum, eertijds het Salzburgse museum Carolino Augusteum, bezichtigd worden.
In de 20e eeuw was er een bijna doorlopende Samsontraditie. De Samsonfiguur werd meermaals gerenoveerd naar het voorbeeld van het bewijsstuk dat zich in Salzburg bevindt. Op een foto van 1902 is hij met twee dwergen te zien, die waarschijnlijk met de Samsonfiguur van 1902 verbrand zijn. Na de brand van 1912 werd hij door de vereniging voor verfraaiing, met ondersteuning van de toenmalige bezitter van Burg Mauterndorf, de graaf Eppenstein, gerenoveerd. Op aansporen van de vereniging voor toerisme werden naar het voorbeeld van de Tamswegse figuren in 1936 twee nieuwe dwergen (Mandl en Weibl) geschapen. Haar bijzonderheid ligt daarin, dat hij met haar beweegbare ogen kan rollen. In 1949 – na de Tweede Wereldoorlog – spande de klederdrachtvereniging zich in voor een revitalisatie. Een Samsonommegang voor het jaar 1960 is door een dagbladmelding bevestigd. In 1979 bekwam de Samsonfiguur een nieuw kleed, in 1990 werd de uit papier-maché bestaande kop vervangen door een polyestergietwerk. In 1993 werd het gestel vernieuwd. De voorloper van de huidige Samsonfiguur kan in het Lungauer Landschaftsmuseum in de stadstoren van de Burg Mauterndorf tijdens de openingstijden van de burcht bezichtigd worden (stand juli 2008). De video toont de grote Samsonommegang in juli 2007 van de Samsonfiguur tezamen met de historische Bürgergarde Mauterndorf, van de oudeklederdrachtgroep en van de Mauterndorfer Schrefelschützen.
|  |  |

### Muhr
Zoals bij vele andere Samsonfiguren laat de Muhrse Samsontraditie zich archivalisch terugvinden tot de Samsonverboden van 1802. Of er in de tijd van de Samsonverboden een onderbreking van de ommegangen geweest was, is niet bewezen. Gedurende de Tweede Wereldoorlog waren er gaan Samsonommegangen. Daarna reisde de Samsonfiguur ook meermaals voor feesten naar Salzburg, de eerste maal in 1967 op het dak van een postautobus. Hij wordt sinds 1963 door een voorman verzorgd. Van 1991 tot 2014 werd de Samsonfiguur in een nevengebouw van het pastoriehof bewaard. Op 7 juni 2014 werd onderaan de kerk een nieuwe Samsonturm (Samsontoren) ingewijd. De Samsonfiguur is daar door een grote glasplaat te zien.
De Muhrse Samsonfiguur is een zacht lachende, naar boven blikkende vriendelijke reus, die in het jaar 1991 met een nieuwe romp en een nieuwe mantel uitgerust werd. In 1990 werd bij een afbraak van het Muhrse schoolgebouw op een zolder ervan een oude Samsonkop gevonden. Deze vondst werd gedateerd in de 19e eeuw.

### Murau

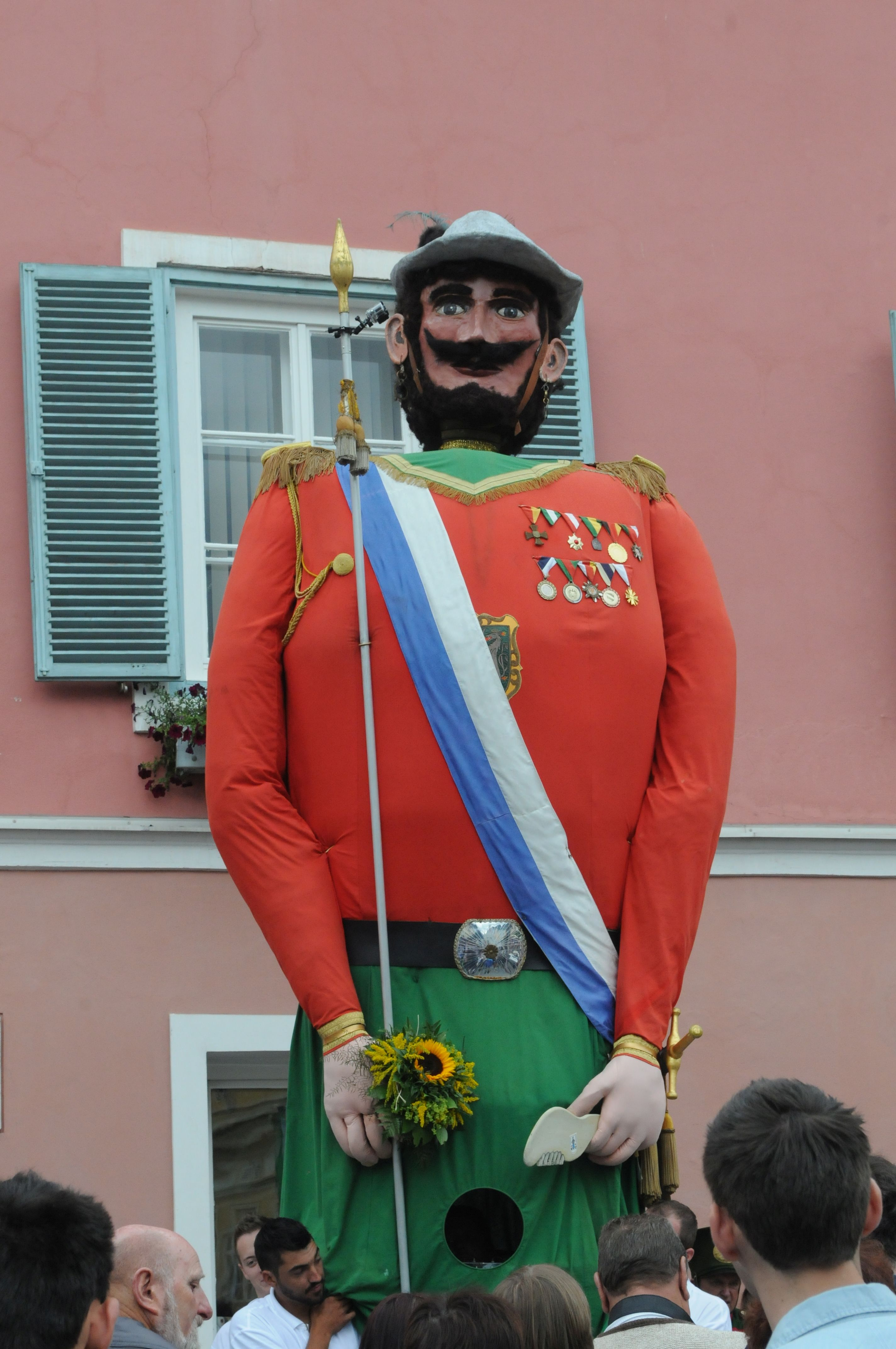
Samson I van Murau voor het raadhuis, 2014

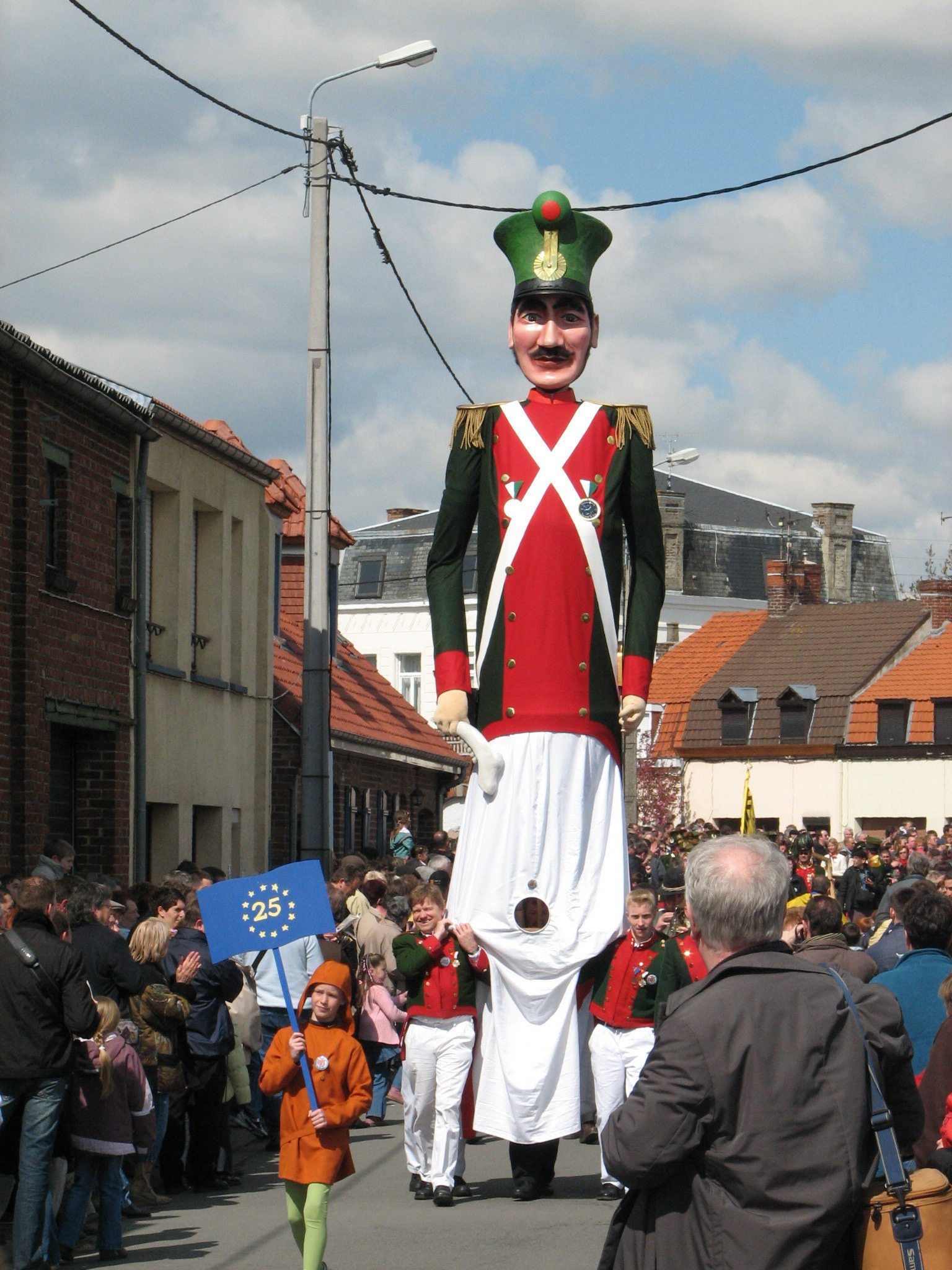
Samson II van Murau bij het reuzenentreffen in Steenvoorde (Noord-Frankrijk), april 2006

Het Samsongebruik is in Murau sinds 1746 aantoonbaar. Toen werd een Samsonfiguur voor 24 gulden door een sacramentsbroederschap uit Tamsweg gekocht. Na de tijd van de Samsonverboden werd het Samsongebruik eerst in 1966 terug beleefd: een apotheker had de desolate Samsonfiguur uit Ramingstein van 1948/49 naar Murau gebracht en voor de nog bruikbare kop een nieuw lichaam laten maken. De oude romp werd in 2005 terug ontdekt en met een nieuwe kop vervolledigd. Zo bezit Murau als enig oord twee Samsonfiguren. Bij de oudere Samsonfiguur – ook als Gardesamon I genoemd – is het de kop, bij de jongere Samsonfiguur – ook als Gardesamson II genoemd – de romp. De Samsonfiguren, zijn in Murau uitsluitend op Patroonsdag, op 15 augustus te zien. Bij de ommegang wordt in de regel Samson I ingezet. Samson II wacht op de feestplaats. Bij reizen naar buitenlandse inzetten wordt daarentegen de voorkeur gegeven om de uit elkaar te nemen Samson II mee te nemen (zie video).
|  |  |

### Ramingstein en Kendelbruck

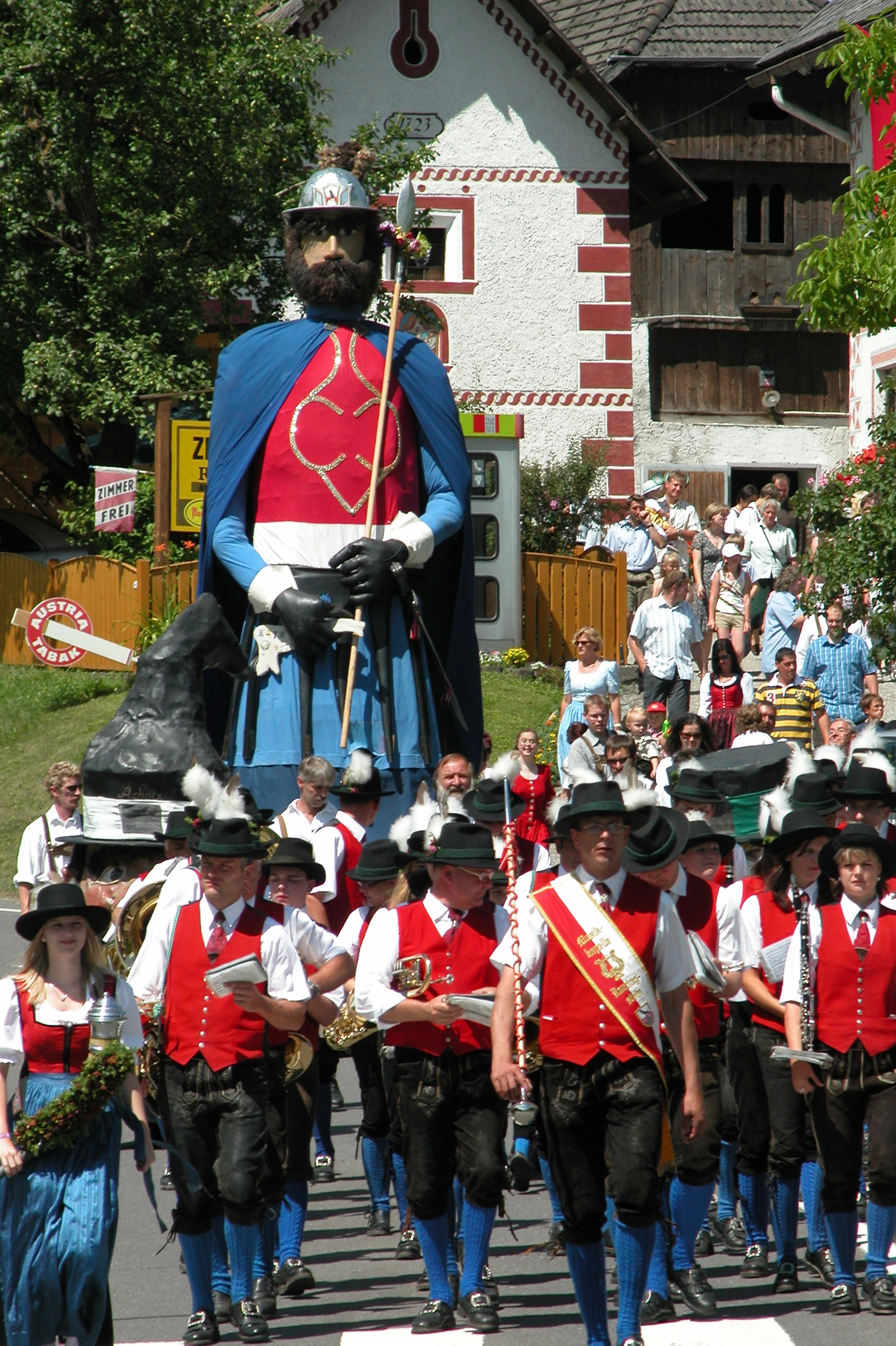
Samson uit Ramingstein bij de ommegang in Kendelbruck

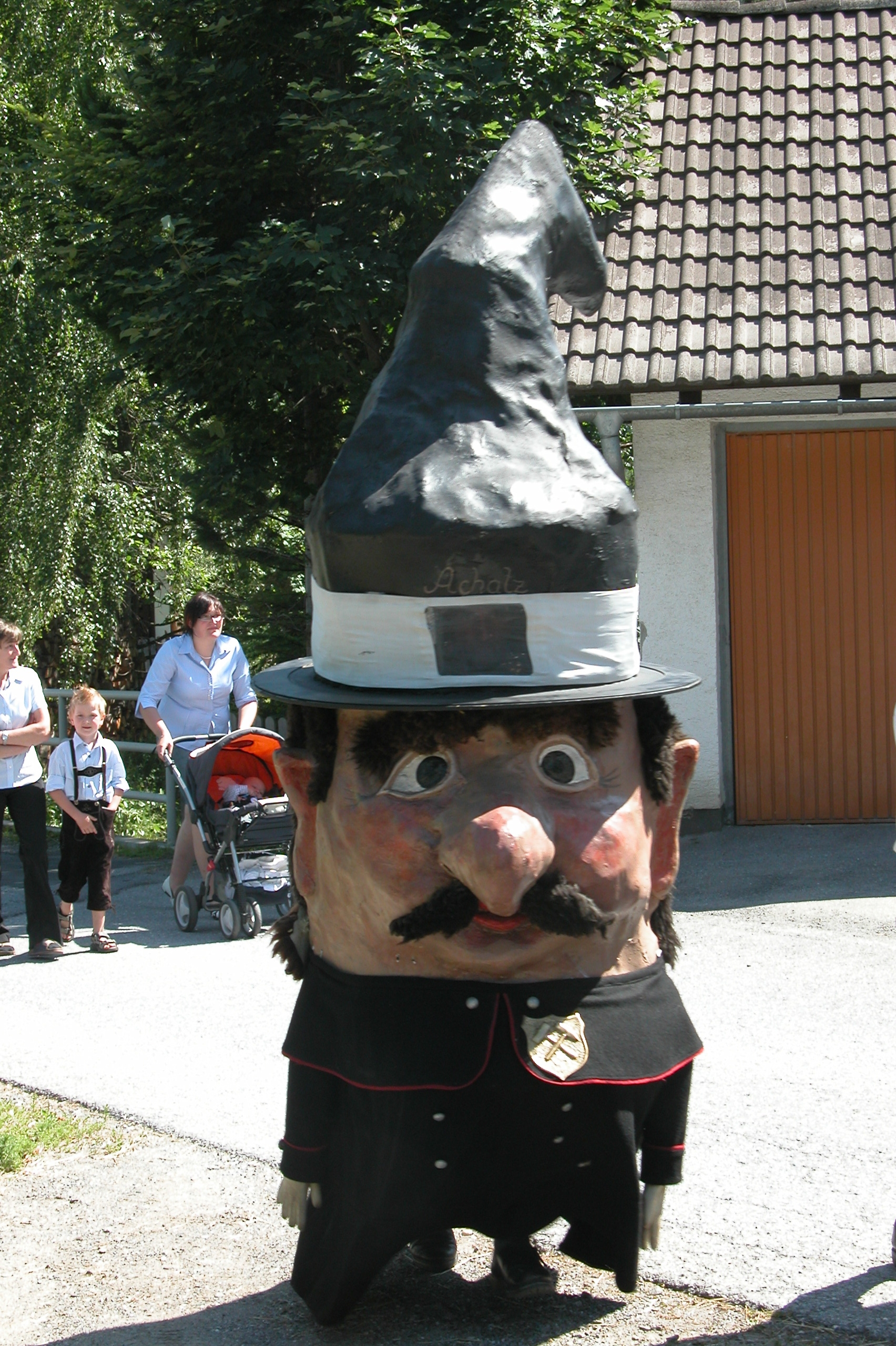
Dwerg Achaz

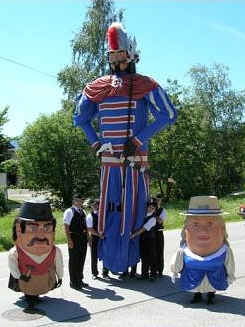
De Samsonfigur van St.Andrä met haar dwergen

De oudste bron over de Samonfiguur van de Ramingsteinse oordsdeel Kendelbruck is een verliesmelding: in het bericht van de verzorger aan de Heiligen Hofrat (Heilige hofraad) in 1803 werd vastgesteld, dat de Samson van Kendelbruck zich niet meer toont. Hij is als gevolg van de verboden van 1784 of door het verlies aan betekenis van het oord ten gevolge van van de beëindiging van de vroeger extreem winstgevende mijnbouw, bij het begin van de 19e eeuw verdwenen.
Het eerste ernstige verzoek van een herbeleving van de Samsontraditie in Ramingstein volgde in 1948/49. Johann Aigner vervaardigde met hulp van zijn zoon en zijn schoondochter een Samsonfiguur met twee dwergen. Op Achatius-Prangtag, werd voor het patrocinium van Ramingstein met deze figuur een ommegang georganiseerd. Tot 1958 werd de Samsonfiguur op de Prangtagen door het oord gedragen. Een groot probleem was echter het vinden van onderdak. In een ossenstal bewaard, werd hij door de muizen zo aangevreten, dat hij niet meer inzetbaar was. De figuur, in deze toestand door apotheker Mag. Gasteiger ontdekt, werd meegenomen naar Murau. Beide Samsonfiguren uit Murau gaan terug tot deze meldingen.
Van de Ramingsteinse Bergrettung kwam de aansporing, het Samsongebruik te herbeleven. Onder Günter Reithofer werd een nieuwe, in zijn bouwwijze zeer moderne Samson gebouwd. In 1994/92 werd in het kader van de Ladübertragen  (gebruik voor de burgemeesterwissel) door de Bergrettung een nieuwe Samsonfiguur geschapen, die in 1997/98 met twee dwergen aangevuld werd. Als bijzonderheid hebben de twee dwergen van Samson de naam van de beide kerken in de gemeente: Achatz en Marie. De eerste heeft het uiterlijk van een mijnbouwer, afgeleid van de mijnbouwtraditie van het oord.
|  |  |  |

### Sankt Andrä im Lungau
De Samsontraditie begint in Sankt Andrä in het jaar 1908. Ter gelegenheid van het huwelijk van zijn dochter had een meubelmaker uit Lessach een Samsonkop gesneden, die nog voor de huidige Samsonfiguur gebruikt wordt. Volgens andere bronnen kwam de kop voor deze gelegenheid van Muhr naar St Andrä. In de volgende jaren werd de figuur voor Samsonommegangen gebruikt. Ommegangen, onder andere uit de jaren rond 1920, rond 1930, 1970, 1980 en 1981 zijn door foto's gedocumenteerd. De figuur was lange tijd een privaat-Samson van Andlwirt in Sankt Andrä. Aangezien in Sankt Andrä geen muziekkapel bestond, moest er voor de optredens van de Samsonfiguur een uit een naburig oord geëngageerd worden.
In de jaren 1983 en 2002 werd de Samsonfiguur gerenoveerd. In 2002 werd de Samsonfiguur nieuw aangekleed in blauwe kleur. In dit jaar sloot de Samsongroep van Sankt Andrä zich aan bij het Lungauer Gauverband.
In het jaar 2003 werd de muziekkapel van Sankt Andrä gesticht. Deze begeleidt sindsdien de Samsonfirguur bij de ommegangen. In 2004 kwamen daarbij twee dwergen (Hammersfrau en smid). Sinds het voorjaar 2007 is er in Sankt Andrä een als vereniging georganiseerde Samsongroep. In 2011 werd naast het gemeenteambt een nieuwe Samsonturm (Samsontoren) opgericht. De Samsonfiguur is daar door een grote glasplaat te zien.

### Sankt Margarethen im Lungau

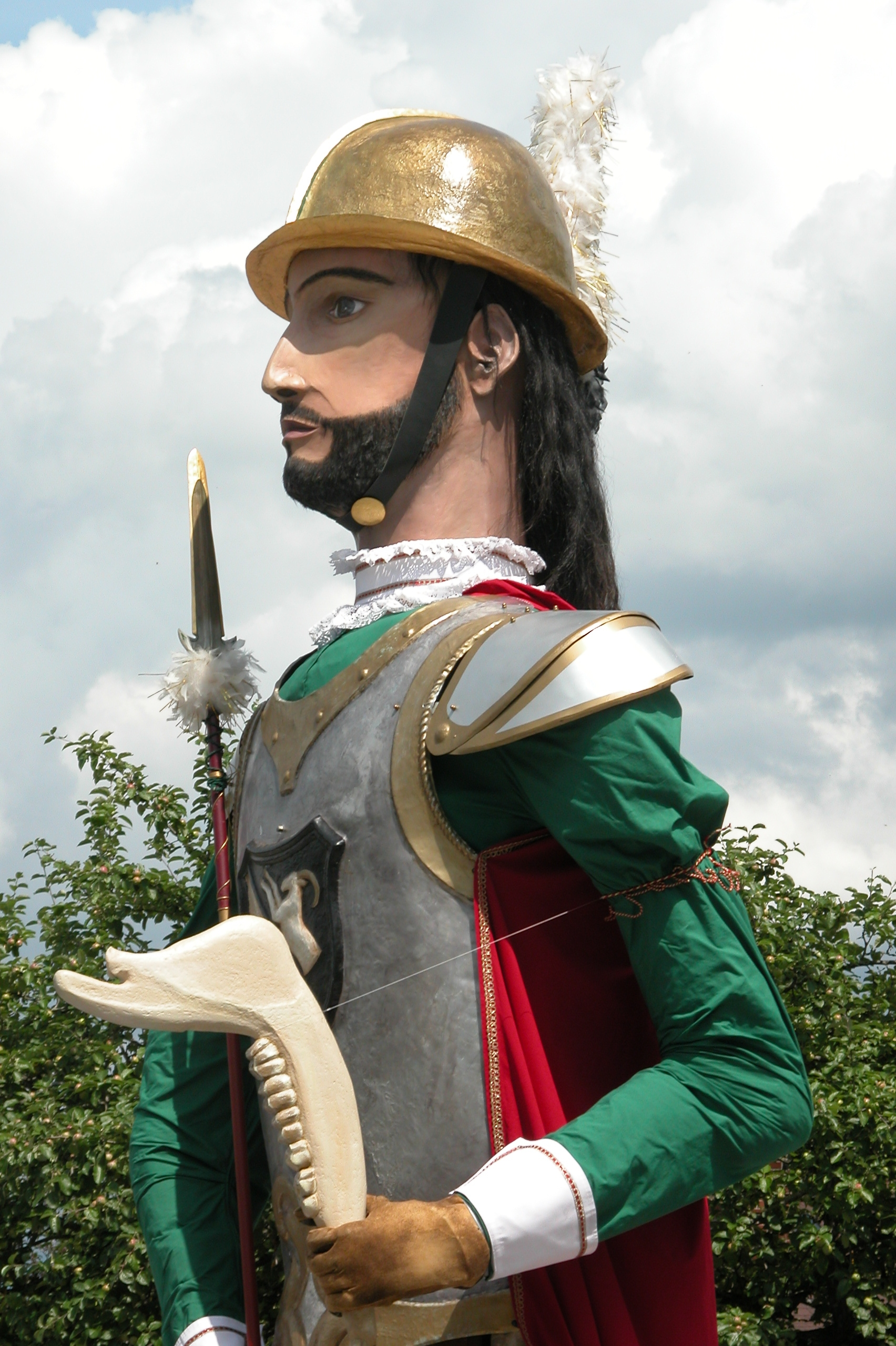
De Samsonfiguur uit Sankt Margarethen in Lungau

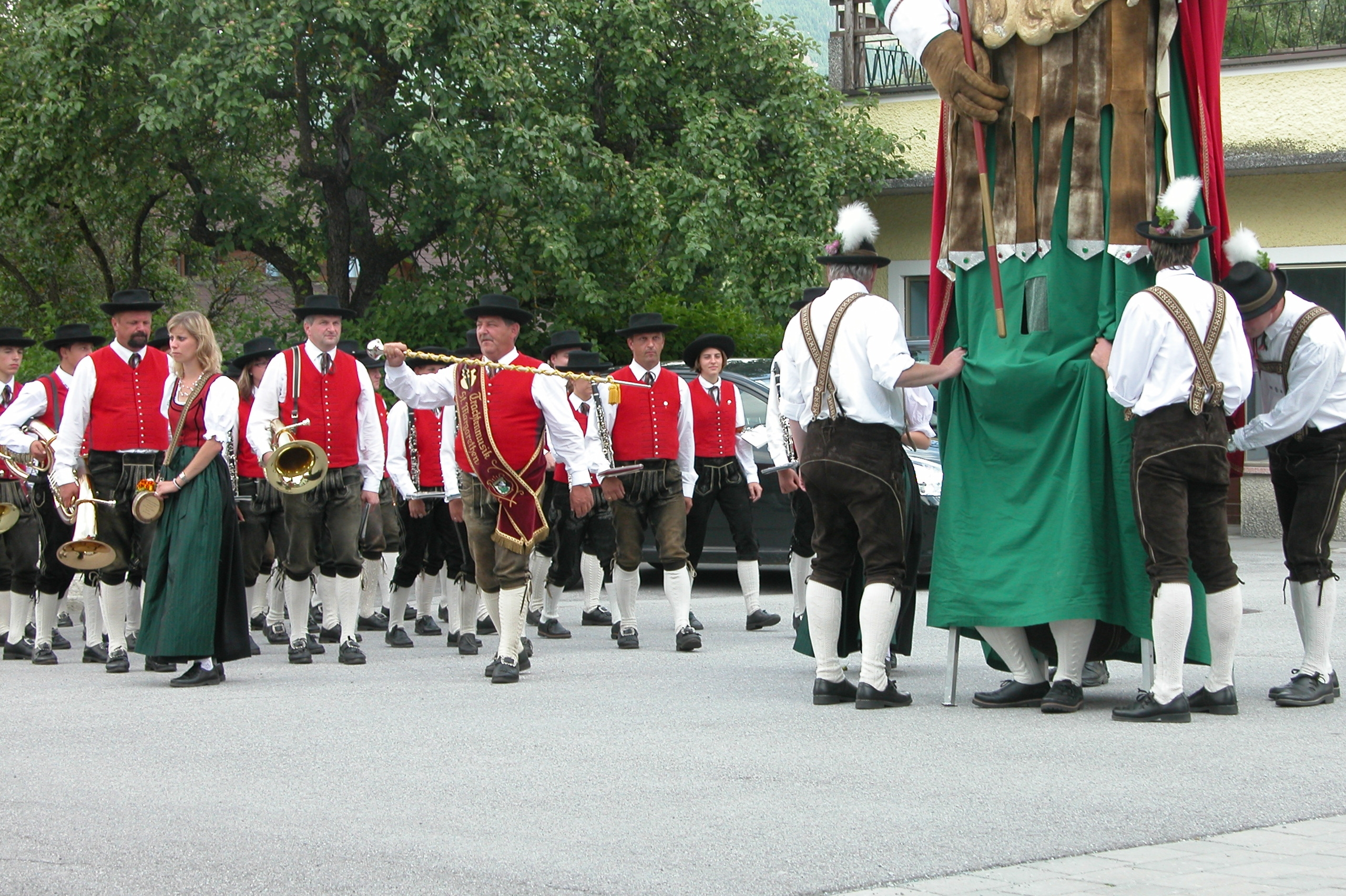
Drager, Samsondragervoeten en Trachtenmusikkapelle

Einde van de jaren 1920 kwam de toenmalige Samsonfiguur van de gemeente Unternberg naar Sankt Margarethen en werd in Moarhaus bewaard. Hij is sporadisch in Sankt Margarethen opgetreden en daarna spoorloos verdwenen.

Sinds de jaren 1970 waren er ideeën, het Samsongebruik weer tot leven te verwekken. Deze activiteiten werden pas geconcretiseerd in de offiziellen Samsonversammlung (officiële Samsonverzameling) op 1 december 2000. Onder het motto 
Groaß muaß a nit sei, oba schea!
 werd met de bouw van een Samsonfiguur volgens een tekening van Reinfried Schröcker begonnen. Nadat enkele delen nog beduidend lichter gemaakt waren, kon hij binnen de gestelde termijn op de vooravond van de patroonsdag op 14 juli 2001 aan het publiek voorgesteld worden. De eerste ommegang vond plaats in de namiddag van de volgende patroonsdag. Hij werd in de winter van 2006/07 nogmaals omgebouwd en door de inbouw van een gestel uit lichtmetaal in gewicht aanzienlijk gereduceerd.

### Sankt Michael im Lungau

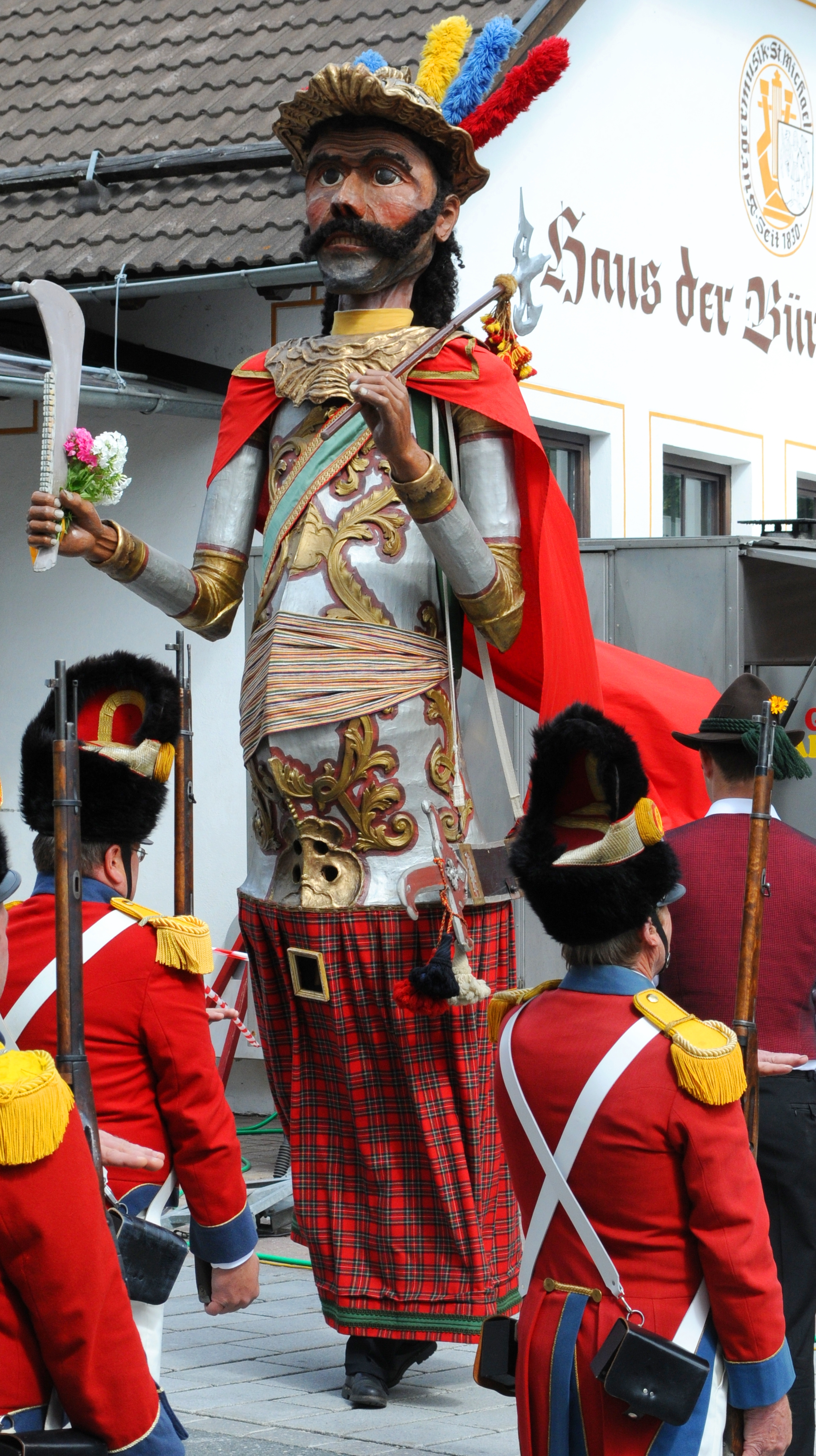
Samsonfiguur van Sankt Michael

De Samsonfiguur uit Sankt Michael is met 4,5 meter grootte en een gewicht van 64 kilogram zowaar een der kleinste maar ook een der traditierijkste Samsonfiguren. Haar bijzonder kenmerk is het gebogen lichaam met barokke rankenpatroon. Hij is in 1754 voor het eerst aangetoond met een rekening van de Samsondrager. In het jaar daarna werd de oude Samsonfiguur verkocht en werd door meubelmaker Josef Merl een nieuwe vervaardigd. Gemeenteaantekeningen bewijzen haar verder gebruik in de volgende jaren.
Hoe ver het gebruik in de jaren van de Samsonverboden levendig bleef, is niet met zekerheid controleerbaar. Alhoewel officieel nog altijd verboden, heeft de Samsonfiguur in het jaar 1844 voor keizer Ferdinand gedanst bij diens bezoek aan Sankt Michael. Eerst in 1859 werd het Samsongebruik per gemeenteraadsbesluit terug in de officiële tradities gehaald. De oudste foto van een Samsonfiguur toont de Samsonommegang in Sankt Michael van 1870. Vanaf de late 19e eeuw bestaan veel foto's. Op heden zijn er meermaals in het jaar Samsonommegangen en andere optredens van de Samsonfiguur. Midden augustus vindt de Samsonommegang in het oordsgedeelte Katschberg plaats, ter gelegenheid van de Prangtag. Soms neemt de Samsongroep ook aan Samsontreffen (Samsonbijeenkomsten) deel. De figuur is naamgever van het sportevenement Samsonman.

### Tamsweg

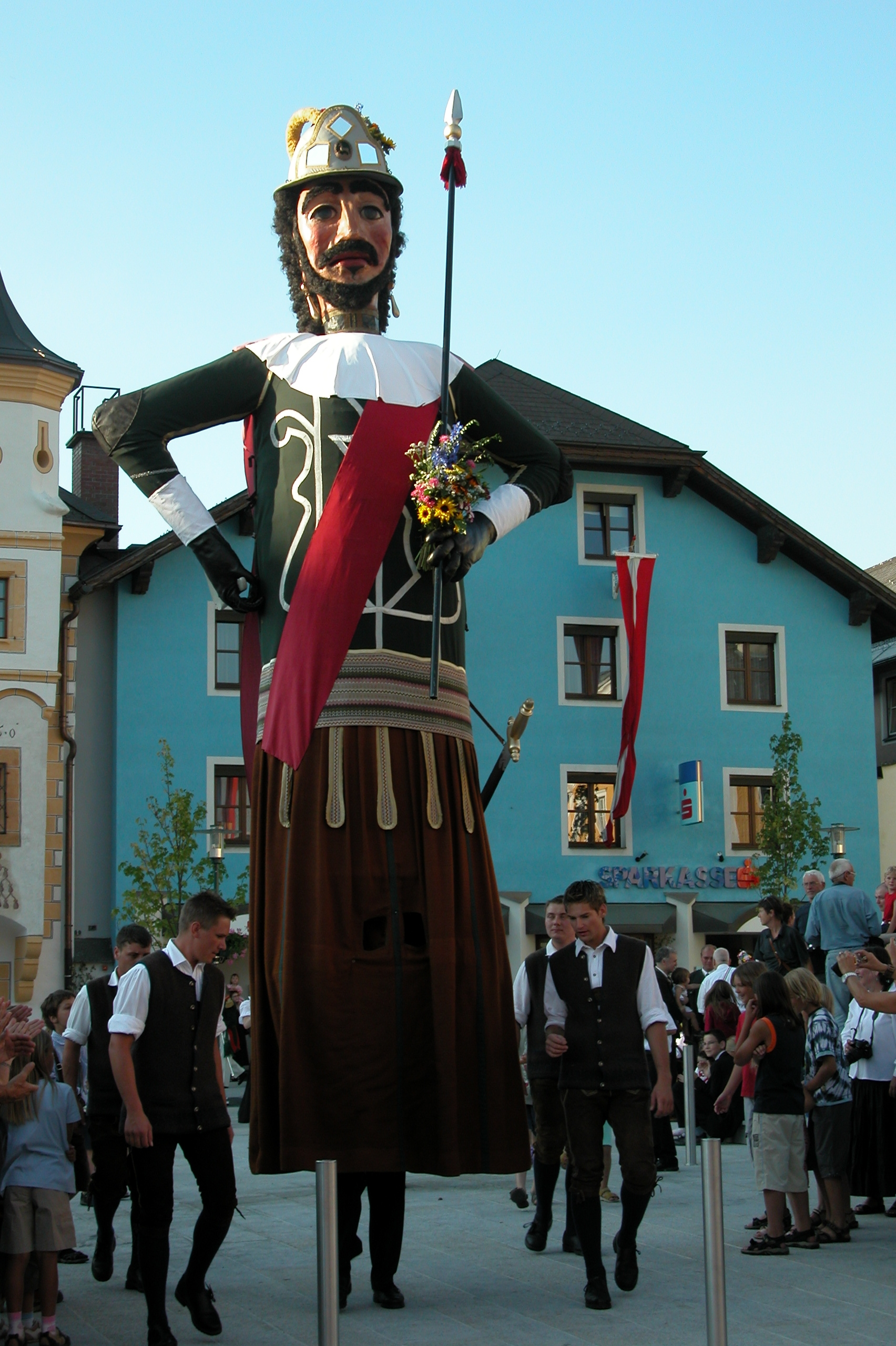
Tamswegse Samsonfiguur op de Marktplatz

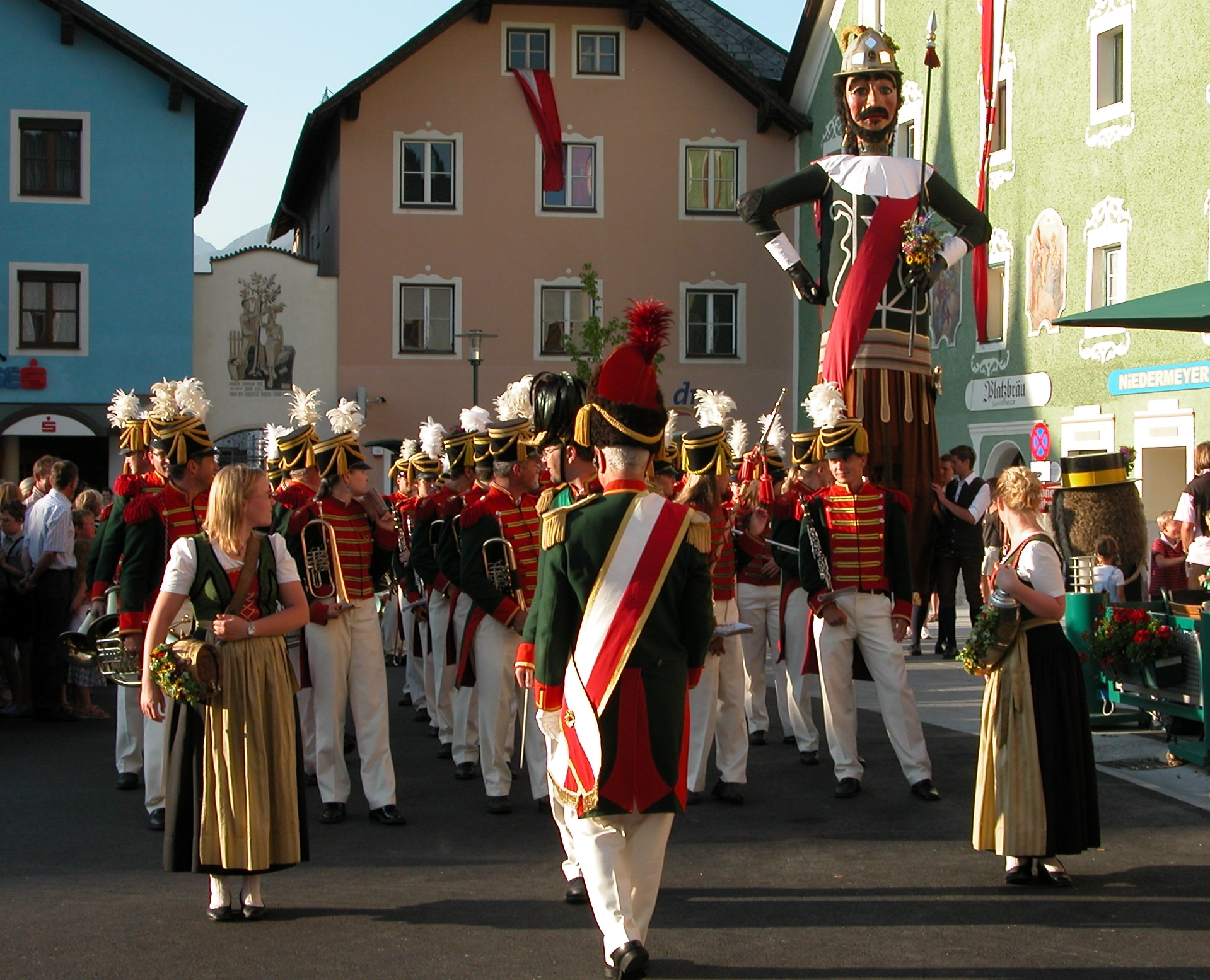
Burgermuziek met Samsonfigur

De Tamswegse Samsonfiguur is de best gedocumenteerde Samsonfiguur. Als oorsprong van het Tamwegse Samsongebruik geldt het vroegere Tamswegse Kapucijnenklooster en diens barokke processies op Sacramentsdag en op Prangtag. De Samsonfiguur maakte deel uit van een barokke processie met veel andere Bijbelse figuren. Deze processies zijn voor Tamsweg bewezen voor de periode van 1690 tot 1720. In 1720 wordt in het Sterbebuch der Tod (Sterfboek der dood) gewag gemaakt van een Samsondrager die 32 jaar lang deze activiteit uitgeoefend heeft.
Uit de tijd van de Samsonverboden is te vermelden, dat het boven vermelde smaadschrift van professor Hartleben zich helemaal vooraan naar de Tamswegse Samson verwees. Een schrijven ter verdediging van Marktrichter (marktrechter) Peter Prandstätter werd door verzorger Ferdinand von Piehl met geringschattende bemerkingen aan de Heiligen Hofrat doorgegeven, wat zoals boven weergegeven, uiteindelijk tot het verbod van het Samsongebruik leidde. Merkwaardigerwijs waren de twee oorspronkelijk vrouwelijke dwergen voor de eerste maal in 1802/1803, dus in de tijd van de Samsonverboden, vermeld geworden. Mogelijkerwijs waren de Samsonverboden in politiek zeer onrustige tijden en bij de meervoudige bezitterswissel van Lungau (Erzbistum Salzburg, Erzherzogtum Toskana, Bayern, Österreich) niet door te voeren.
De kop overleefde de brand van 1893, die een groot deel van het dorp vernietigde, echter niet de in een ander huis ondergebrachte romp. In de volgende noodjaren geraakte het Samsongebruik in de vergetelheid. Na de eeuwwisseling werd door een in Stranach-Pichl arbeidende knecht met naam Sepp Sauschneider een nieuw lichaam gemaakt. Dit werd met de pas ingewijde Murtalbahn naar Tamsweg gevoerd en met een feest begroet. De bouwer maakte ook als Samsondrager naam, omdat hij de Samson op de brug over de Mur steeds schuin over het water uitzwenkte. Na de eerste elektrificatie van Tamsweg met bovengrondse leidingen moest de Samsonfiguur een meter verkort worden.
Uit de tijd van het Nationaalsocialisme is overgeleverd, dat de Samsonfiguur voor veldmaarschalk Hermann Göring, de toenmalige bezitter van Burg Mauterndorf met een hakenkruisvlag als mantel danste. Toch moest het gebruik bezwijken, aangezien Samsonfiguren door de nationaalsocialisten als Bijbelse verschijning beschouwd werden. De figuur werd later door naast haar op de zolder ingekwartierde jongens van de Hitlerjugend vernield.
In 1945 zou de kop bijna als oorlogstrofee weggevoerd worden. Reeds op een Engelse legerjeep geladen, kon hij op de laatste minuut in veiligheid gebracht worden. In 1950 werd de Samonfiguur voor het jubileum 700 Jahre Tamsweg tot de hoog boven de markt van Tamsweg gelegen bedevaartkerk Sankt Leonhard naar boven gedragen.
Sinds de Tweede Wereldoorlog waren er twee ongevallen: in 1972 kwam de figuur door een windstoot op de feestdag van Sint-Jacob ten val. De drager kwam er met de schrik vanaf, de kop werd opgevangen en daarmee gered. Het lichaam werd beschadigd en moest gerestaureerd worden. In 1996 was er een ander ongeval: de Samsondrager struikelde op het opgefreesde asfalt. De Aufhaber (helpers) konden de Samson zowaar opvangen, maar de Samsondrager had een gescheurde gewrichtsband opgelopen.
Van alle Samsonfiguren rukt die van Tamsweg het meest uit: op Sacramentsdag, Prangtag, Waldfest (woudfeest), voor de traditionele grote taptoe in juli, het Herbstfest zum Almabtrieb enz. Samsonfiguur en dwergen zijn in het Tamsweger Heimatmuseum tijdens de openingsuren te bezichtigen. Ook in de Tamwegse partnerstad Iseo is hij bij speciale gelegenheden te zien. Als bijzonderheid kan de Samsonfiguur de kop draaien.

### Unternberg

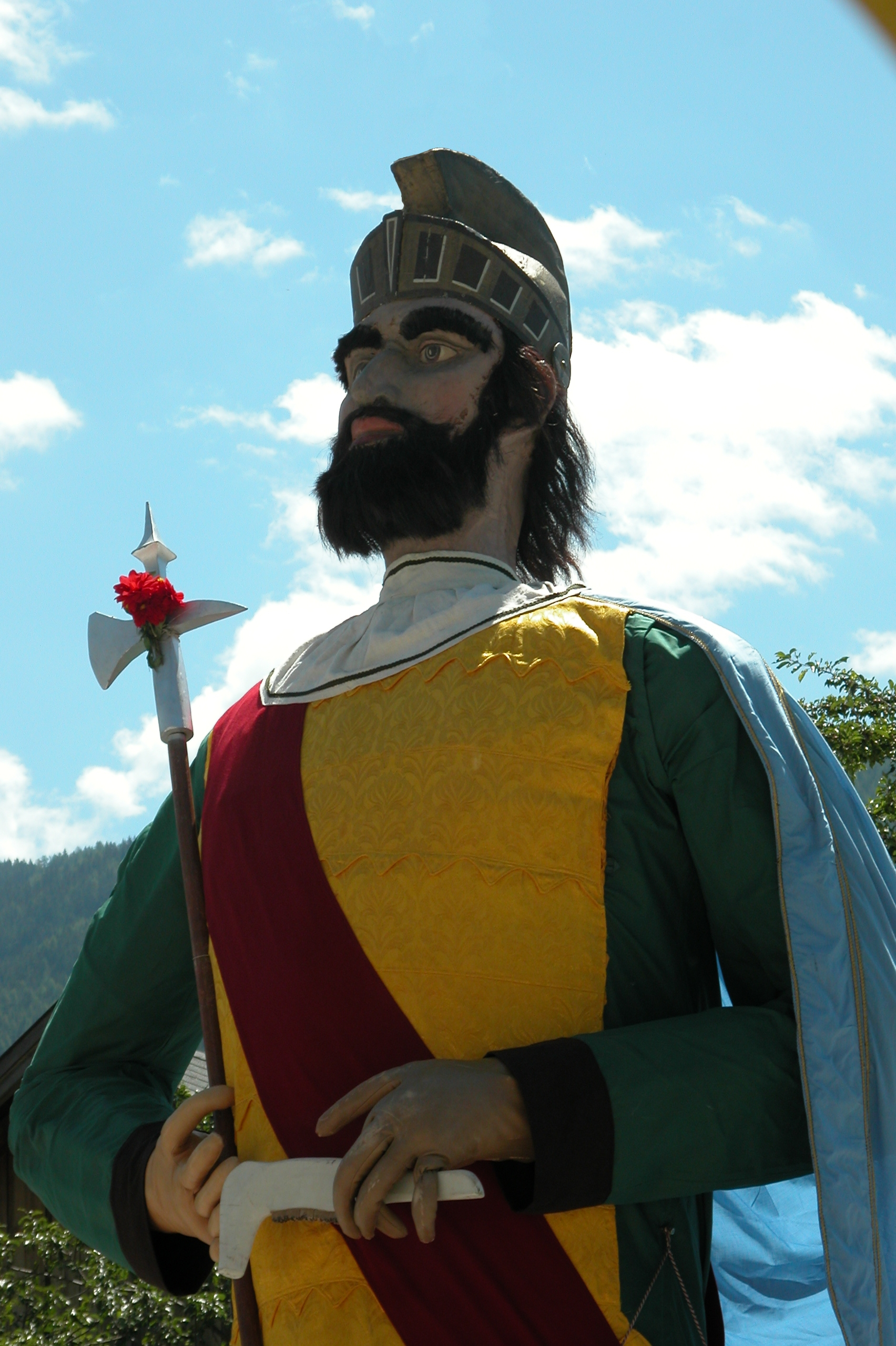
Unternberg: Samson II van 1952

De oorsprong van de Unternbergse Samsonfiguur gaat terug tot een geschiedenis uit het jaar 1900. In dit jaar bouwden twee knapen, onder de indruk van de Tamswegse Samsonommegang, zich een kinder-Samson en bestelden na een ommegang met hem in de vertrouwde tuin bij de Bethmacher in Tamsweg, bij een handwerker, die nabootsingen, maskers en soortgelijke vervaardigde, een kop voor een Samson van ongeveer vier meter hoogte. De rekening van 20 Kronen en 50 Heller veroorzaakte thuis eerst een catastrofe, maar zette de vader echter aan, het initiatief van de Samsonbouw te nemen en Unternberg beleefde nog in 1900 de intocht van de eerste Samsonfiguur (Samson I). Deze was 14 jaar in gebruik en kwam na de Eerste Wereldoorlog door erfenis naar Sankt Margareten, waar hij tot 1927 voor de laatste maal gedragen werd.
Aanleiding voor het ontstaan van de tweede Samsonfiguur (Samson II) in het jaar 1952 (volgens andere bronnen 1954) waren de herinnering van Franz Gfrerer, een van de knapen van Samson I bij een bezoek in zijn ouderlijk huis. Hij leefde toen in Wenen en beloofde, daar een kop voor zijn nieuwe Samson te bezorgen.
De huidige Samsonfiguur heeft een grootte van vijf meter en een gewicht van 75 kilogram. Hij treedt elk jaar in juli op ter ere van de Heilige Ulrich, bij een avondlijke ommegang in augustus en bij het Bauernherbstfest in september. Een bijzonderheid van de Unternbergse Samsonfiguur is, dat hij met de rechterhand kan salueren. De Unternbergse Samsonfiguur begeleidt de Samonfiguer uit Mariapfarr voor het tweede reuzentreffen in Matadepera/Catalonië.
Sinds augustus 2013 begeleiden de nieuw gebouwde dwergen Ros en Ton de Unterbergse Samson..

### Wölting
Wölting is op heden een opgedeeld dorp tussen twee gemeenten. Het veruit grootste deel is een oordsdeel van Tamsweg, het kleinere westelijk van Lessach is een deel van Sankt Andrä im Lungau. Volgens de sage is daar het oudste Samsongebruik. Daarna is aan de Wöltingern door een aartsbisschop het Samsonprivilege op grond van bijzondere dapperheid bij een succesvolle veldslag tegen de hertogin Margarete von Tirol verleend geworden.
De Samsontraditie nu gaat tot het jaar 2000 terug. De Samsonfiguur en de beide dwergen werden naar aanleiding van het 50-jarig bestaansjubileum van de dorpsgemeenschap, binnen een termijn van slechts twee maanden, exclusief door Wöltingeren in eigen beheer gebouwd en op 29 en 20 augustus 2000 voorgesteld.
Twee- tot driemaal in het jaar rukt de Wöltinger Samsongruppe uit, om de reuzenfiguur door het dorp te dragen en hem de Samsonwals te laten dansen.

## Media
- Der Murauer Samsonumzug am 15. August, 30er Jahre[dode link] (zeigt möglicherweise nicht den Murauer Samson, sondern den Samson von Krakaudorf im Bezirk Murau)
- Prangtag und Samsonumzug in Unternberg 1968